# Liste der Baudenkmäler in Rosenheim

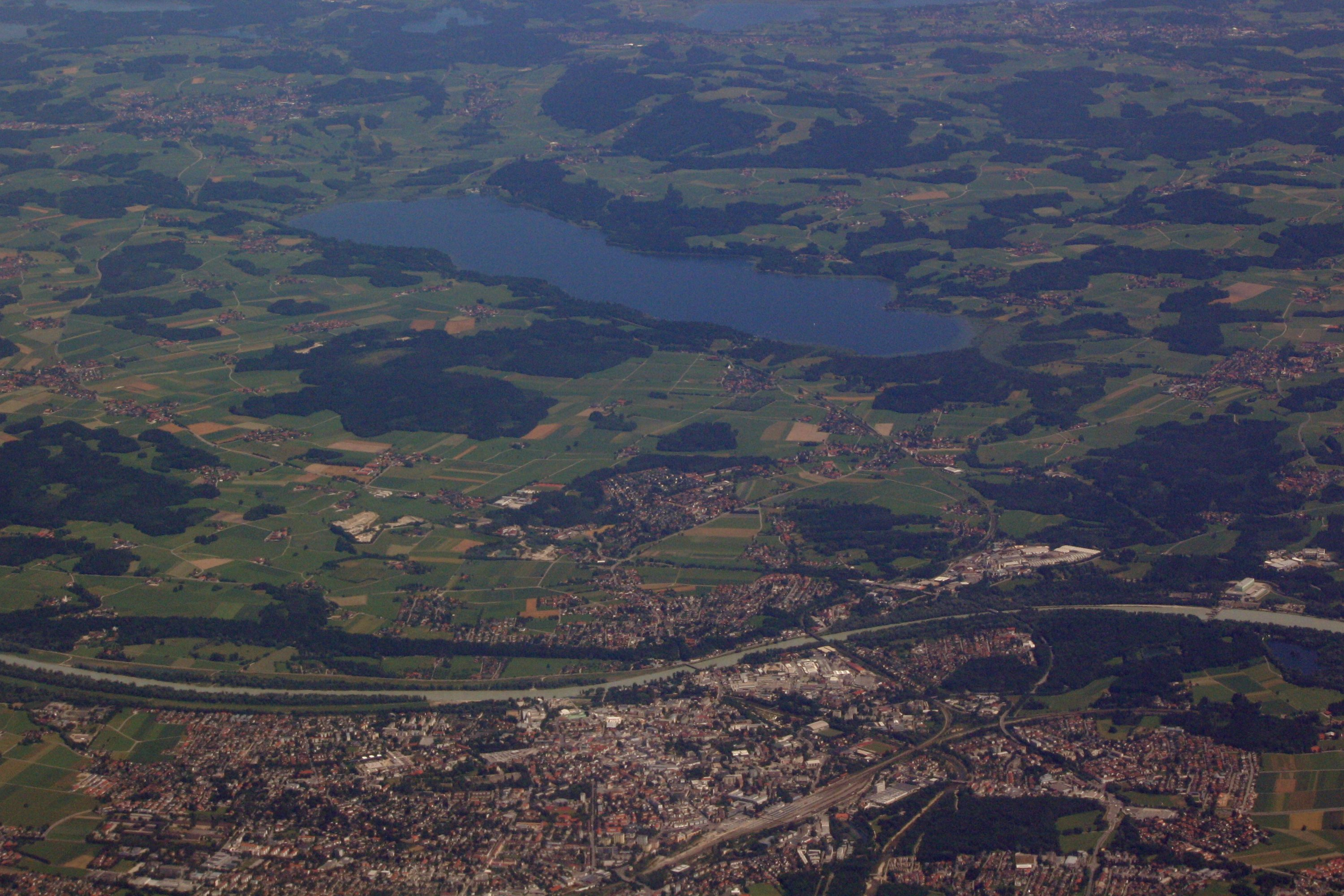
Rosenheim aus der Luft

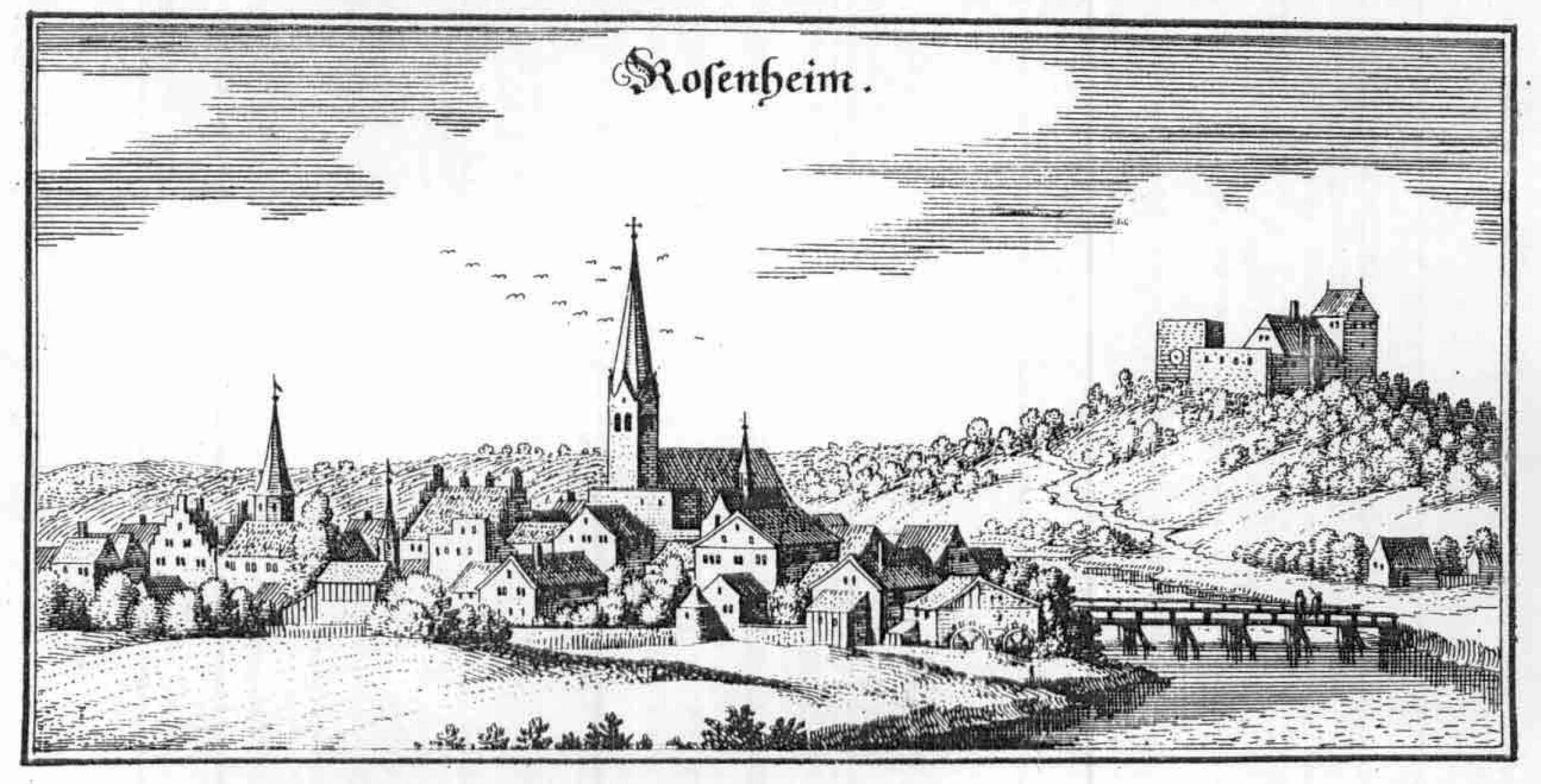
Alte Ansicht von Rosenheim (Merian)

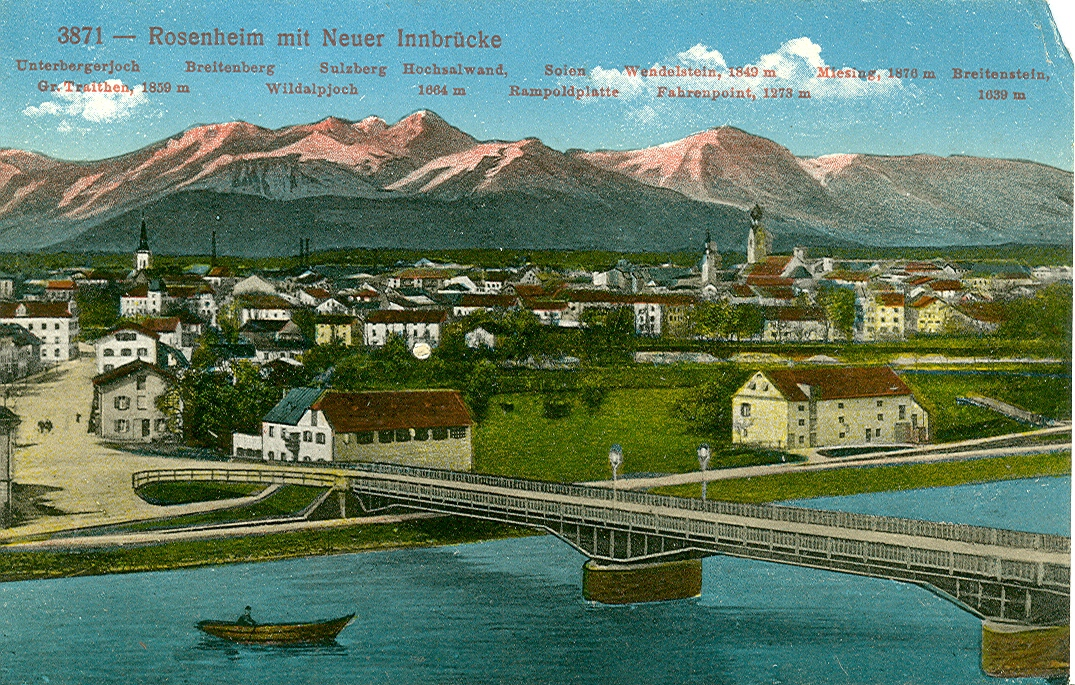
Rosenheim – Neue Innbrücke

Auf dieser Seite sind die Baudenkmäler in der oberbayerischen kreisfreien Stadt Rosenheim zusammengestellt. Diese Tabelle ist eine Teilliste der Liste der Baudenkmäler in Bayern. Grundlage ist die Bayerische Denkmalliste, die auf Basis des Bayerischen Denkmalschutzgesetzes vom 1. Oktober 1973 erstmals erstellt wurde und seither durch das Bayerische Landesamt für Denkmalpflege geführt wird. Die folgenden Angaben ersetzen nicht die rechtsverbindliche Auskunft der Denkmalschutzbehörde.

## Ensembles

### Ensemble Äußerer Markt
Das Ensemble umfasst den sogenannten Äußeren Markt, eine Neustadt, die auf dem Höhepunkt der spätmittelalterlichen Blütezeit Rosenheims als Handelsstadt vor dem Kernbereich der Marktsiedlung (Max-Josefs-Platz, Heilig-Geist-Straße, Hafnerstraße) entstand, um neue Marktflächen, Stapelplätze und Bauplätze zu schaffen. Anlage und Ausbau vor dem östlichen, dem Innübergang zugewendeten Markttor hatten die durch das Überschwemmungs- und Wildwassergebiet des Inn bedingte topographische Situation zu berücksichtigen. Der äußere Markt erhielt dadurch eine unregelmäßige Gestalt, wurde aber in das Befestigungssystem des Marktortes einbezogen.

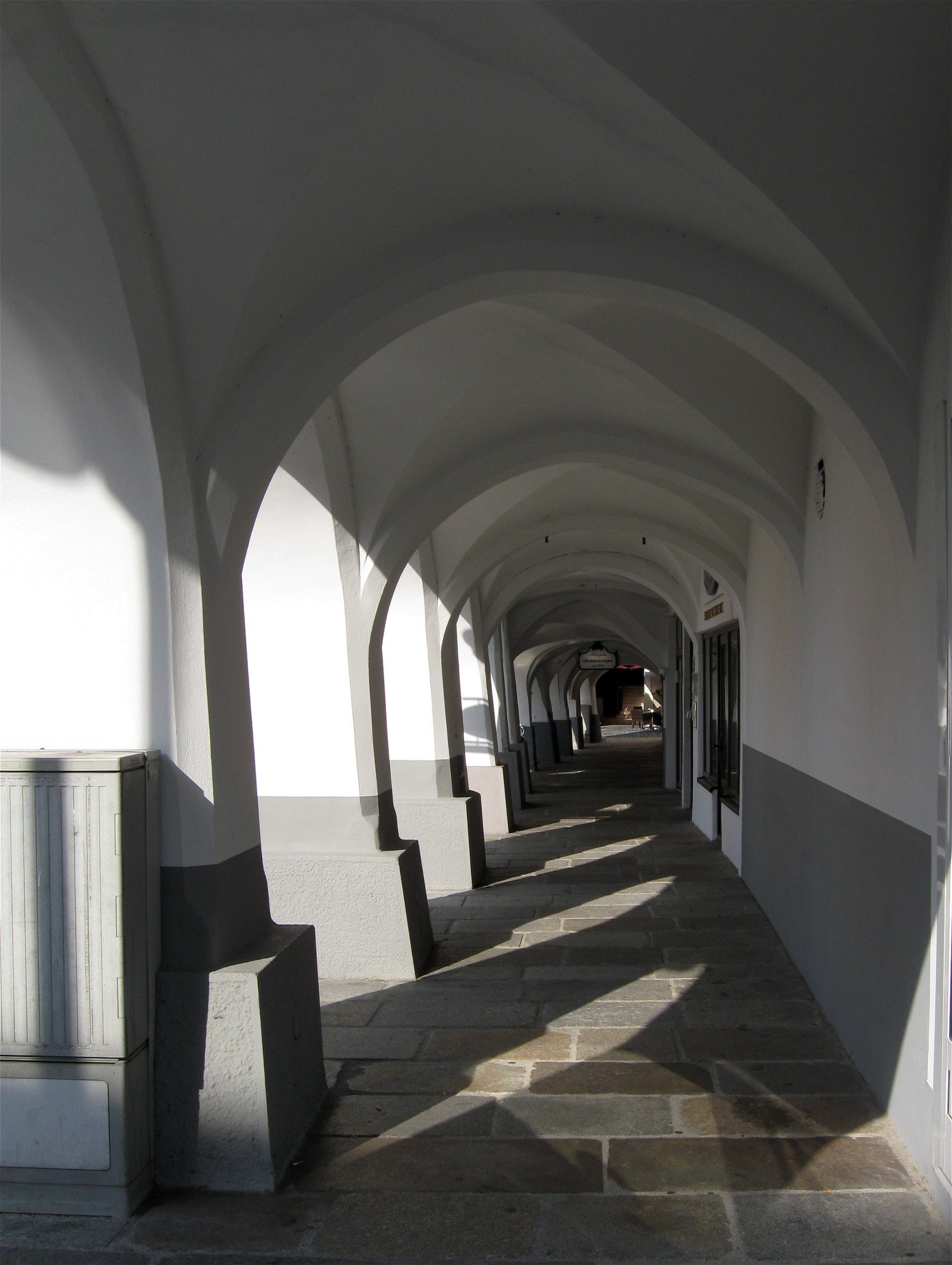
Ludwigsplatz, Erdgeschosslauben

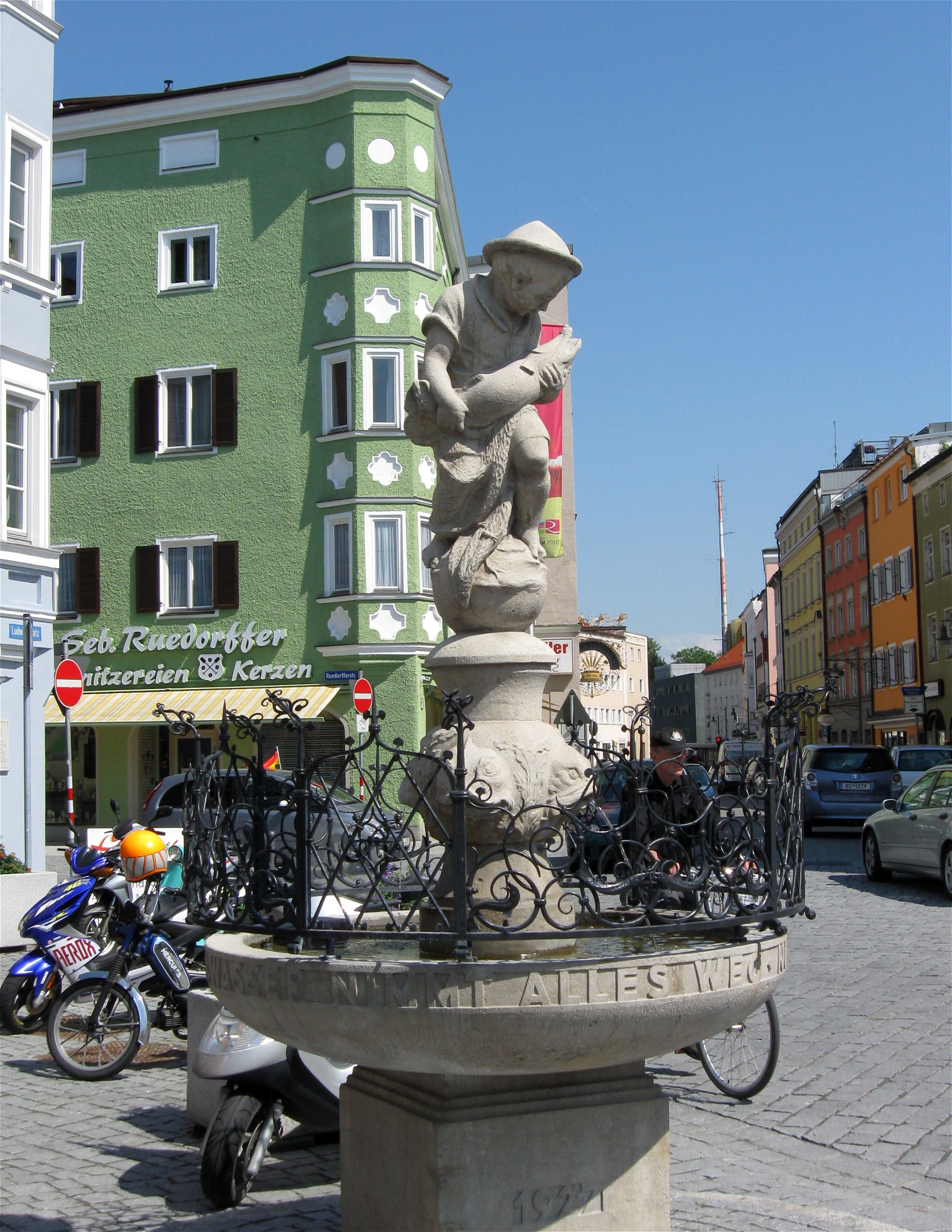
Ludwigsplatz, Fischbrunnen

Der zentrale, dem alten (nach der Markterweiterung als Mittertor bezeichneten) Ostausgang des inneren Marktes vorgelagerte Platz ist der Ludwigsplatz. Mit der Kaiserstraße bildet er nördlich, in Richtung Wasserburg, einen geschlossen bebauten, straßenplatzähnlichen Zweig aus, der bis in das 19. Jahrhundert durch das Wiesentor abgeschlossen war. Eine platzartige Aussackung des Ludwigsplatzes, der sogenannte Grüne Markt, entstand weiterhin nordöstlich, am Zugang zu einem vorstädtischen Handwerkerviertel. Er wurde einst durch das Färbertor, einen kleineren Durchlass, abgeschlossen. Der dritte Zweig des äußeren Marktes bzw. Ludwigsplatzes zielt in die südöstlich abzweigende Innstraße. Das wichtige Inntor bildete an dieser Stelle bis zum 19. Jahrhundert die Abgrenzung. Im südlichen Teil des Ensembles ist die spätmittelalterliche Struktur durch die Umgestaltung und Freilegung der Stadtpfarrkirche im Jahre 1882 und durch die Einführung der Achse der Königstraße, der ehemaligen Bahnhofstraße, in den Ludwigsplatz im Jahre 1856 verändert worden.
Die Umbauung des reichverzweigten Ensembles folgt vorwiegend der Innstadt-Bauweise oder hat weitgehend den ursprünglichen Eindruck bewahrt. Trotz Auflassung der meisten Grabendächer und zugehörigen Vorschussmauern ist die ausschlaggebende wandartige Wirkung der meisten Baukörper noch gegeben. Die Kaiserstraße zeigt in geschlossener Bebauung drei- und viergeschossige Bürgerhäuser, die meist noch dem 16. Jahrhundert angehören, darunter noch mehrere echte Grabendachhäuser mit Vorschuss. An der Nordseite des Ludwigsplatzes erscheinen die z. T. sehr stattlichen Innstadthäuser in Überformungen der Gründerzeit und tragen Fassaden im Stil des späten Klassizismus und der Neurenaissance. Am Grünen Markt ist durch die geschlossene Umbauung und die gute Erhaltung der südöstlichen, sich durch Erdgeschosslauben auszeichnenden Platzwand der historische Charakter besonders gut bewahrt. Die Südwestseite des Platzes zeigt nördlich des Mittertors, das seit der Stadterweiterung lediglich einen Durchgang zwischen den beiden Markträumen bildet, die historische niedrige Bebauung, während südlich die ehemaligen Bürgerhäuser durch gründerzeitliche Geschäftshäuser ersetzt worden sind. Auch am Eingang zur Königstraße und zur Innstraße werden durch den neugotischen Chor der Stadtpfarrkirche und durch Geschäftshäuser Gestaltungen wirksam, die dem späten 19. Jahrhundert oder der neuesten Zeit angehören. Störend macht sich im Ensemble der Neubau des Eckhauses Ludwigsplatz 6 a bemerkbar.
Aktennummer: E-1-63-000-4
siehe auch: weitere Bilder bei Commons

### Ensemble Am Roßacker

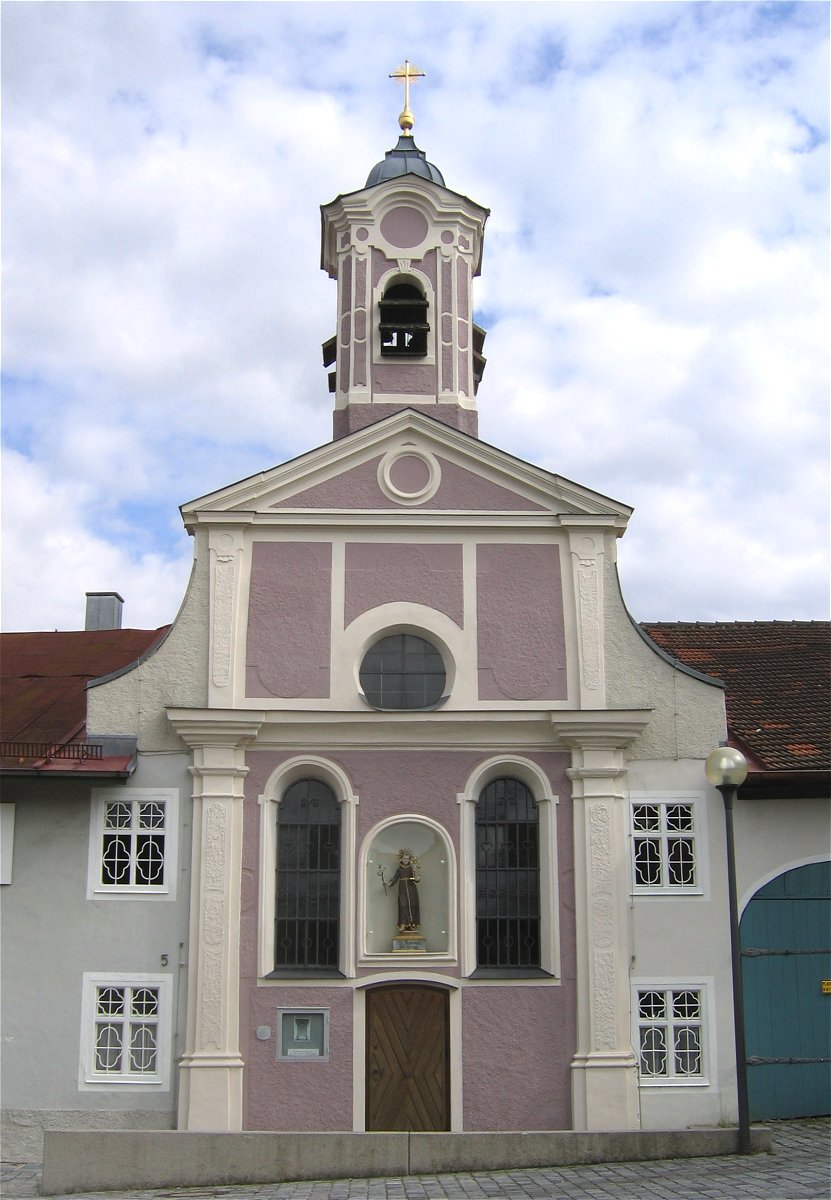
Rosenheim, Roßackerkapelle

Die kleine barocke Roßackerkapelle und die angrenzenden Anwesen bilden den Kern eines im 12. Jahrhundert erstmals genannten, 1837 in die Stadt Rosenheim eingemeindeten und seit dem späten 19. Jahrhundert von ihren städtebaulichen Erweiterungen eingeholten Dorfes.
Mittelpunkt des Bereichs ist die 1737–39 von Abraham Millauer errichtete, baulich mit einem Eremitenhaus verbundene Roßackerkapelle zu den Sieben Zufluchten. Die Anlage, deren barocke Fassade auf einen kleinen Platz bezogen ist, wurde von einem der Rosenheimer Bierbrauer gestiftet, die ab dem 17. Jahrhundert Anwesen am Roßacker erwarben und ihre erhöhte und somit hochwasserfreie Lage zur Errichtung von Bierkellern nützten.
Gasthäuser, Wirtsgärten und ehemalige Sommerkeller, die im 19. Jahrhundert als bevorzugte Ausflugsziele baulich erweitert und ausgestaltet wurden, umgeben noch heute die Kapelle; die Anlagen einer Brauerei ragen in das Ensemble herein. Einige ehemalige
Bauernhäuser des 19. Jahrhunderts ordnen sich dem Ensemble zu und vermitteln mit ihren Flachsatteldächern, mit den Hausgärten und Hofräumen noch eine Vorstellung von dem ehemals dörflich geprägten Charakter des Gebiets.
Aktennummer: E-1-63-000-1
siehe auch: weitere Bilder bei Commons

### Ensemble Heilig-Geist-Straße

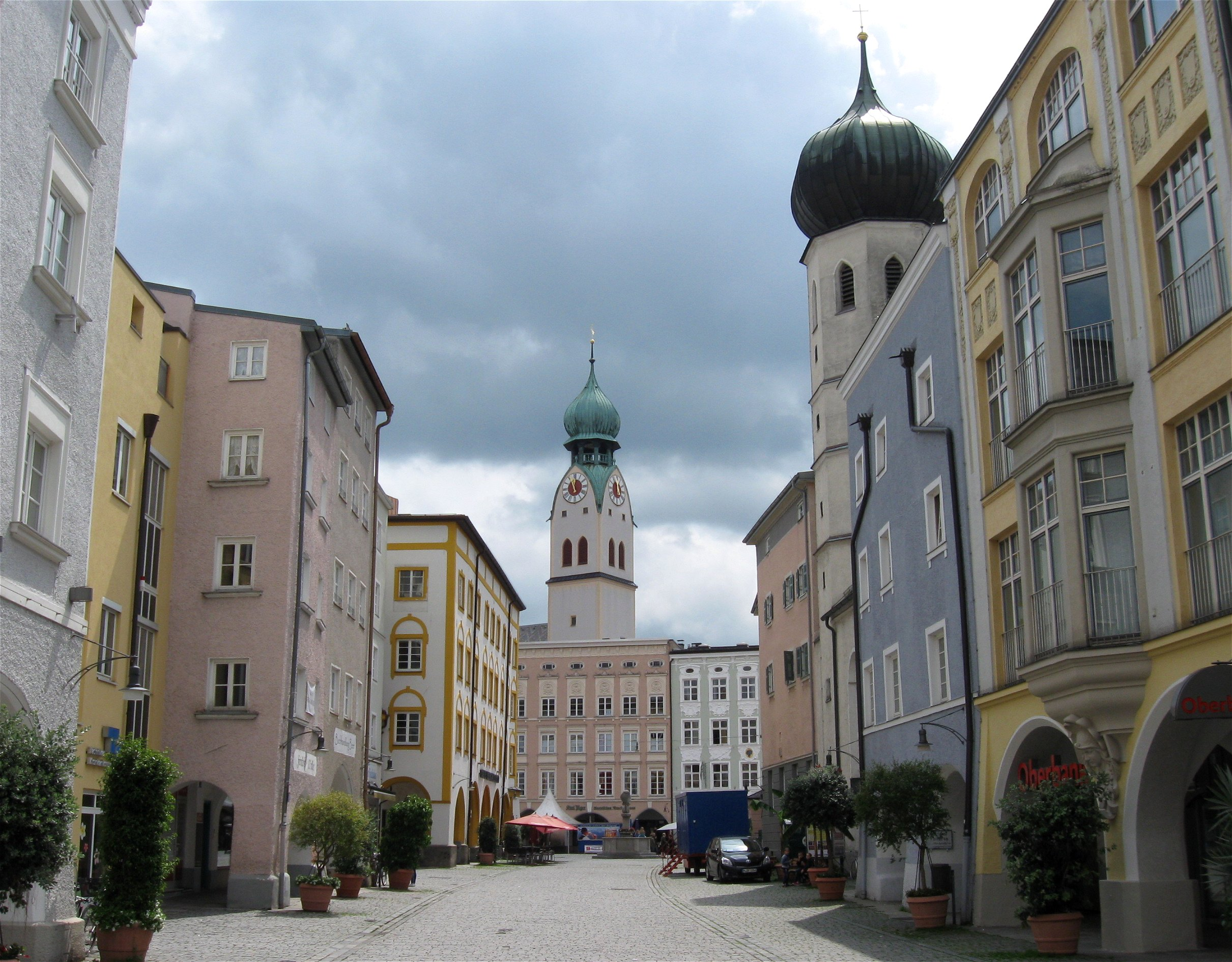
Heilig-Geist-Straße in Rosenheim

Der innere Teil der Heilig-Geist-Straße geht in seiner Grundrissgestalt auf den planmäßigen Ausbau der Marktsiedlung in der 1. Hälfte des 14. Jahrhunderts zurück. Offensichtlich zwang Platznot dazu, vom Normaltyp des altbaierischen Straßenmarktes abzuweichen und dem Zug des inneren Marktes (Max-Josefs-Platz) einen senkrecht abzweigenden zweiten Marktraum zuzuordnen bzw. eine der beiden Seitenstraßen zum Sekundärmarkt auszubauen.
Der Straßenraum endete ursprünglich sackgassenartig am Marktgraben und erhielt erst 1809 eine Verbindung nach Norden durch das sogenannte Flurtor. Seine Beseitigung im 19. Jahrhundert und die starken baulichen Veränderungen zwischen Stollstraße und dem ehemaligen Stadtwall seit dem späten 19. Jahrhundert gebieten die Beschränkung des Ensemblebereichs auf den geschlossen mit historischen Bürgerhäusern bebauten Teil der Heilig-Geist-Straße. Dieser wird durch die Innstadt-Bauweise geprägt: es stehen sich zwei Platzwände gegenüber, die am Max-Josefs-Platz durch mächtige Eckhäuser eingefasst sind.
In die Südseite des Platzes ist die spätgotische, Ende des 17. Jahrhunderts barockisierte Heilig-Geist-Kirche mit einer Längsseite eingebunden. Ihr Turm akzentuiert das Ensemble. Die Bürgerhäuser, meist dreigeschossig, in der äußeren Erscheinung überwiegend dem 17. bis frühen 19. Jahrhundert angehörend, im Kern aber meist spätmittelalterlich, gehören dem Typ des Innstadthauses an; es sind die typischen Vorschussmauern, oft auch die Flacherker, ausnahmslos erhalten, doch ist die Grabendachzone meist durch Ausbau eines weiteren Geschosses weggefallen. Nur das Haus Nr. 3 kann noch als echtes Grabendachhaus bezeichnet werden. Auch sind die typischen Erdgeschosslauben bei den Häusern Nr. 2, 2 a, 6, 11, 13 nicht mehr erhalten, wodurch das Ensemble beeinträchtigt ist.
Aktennummer: E-1-63-000-3
siehe auch: weitere Bilder bei Commons

### Ensemble Max-Josefs-Platz

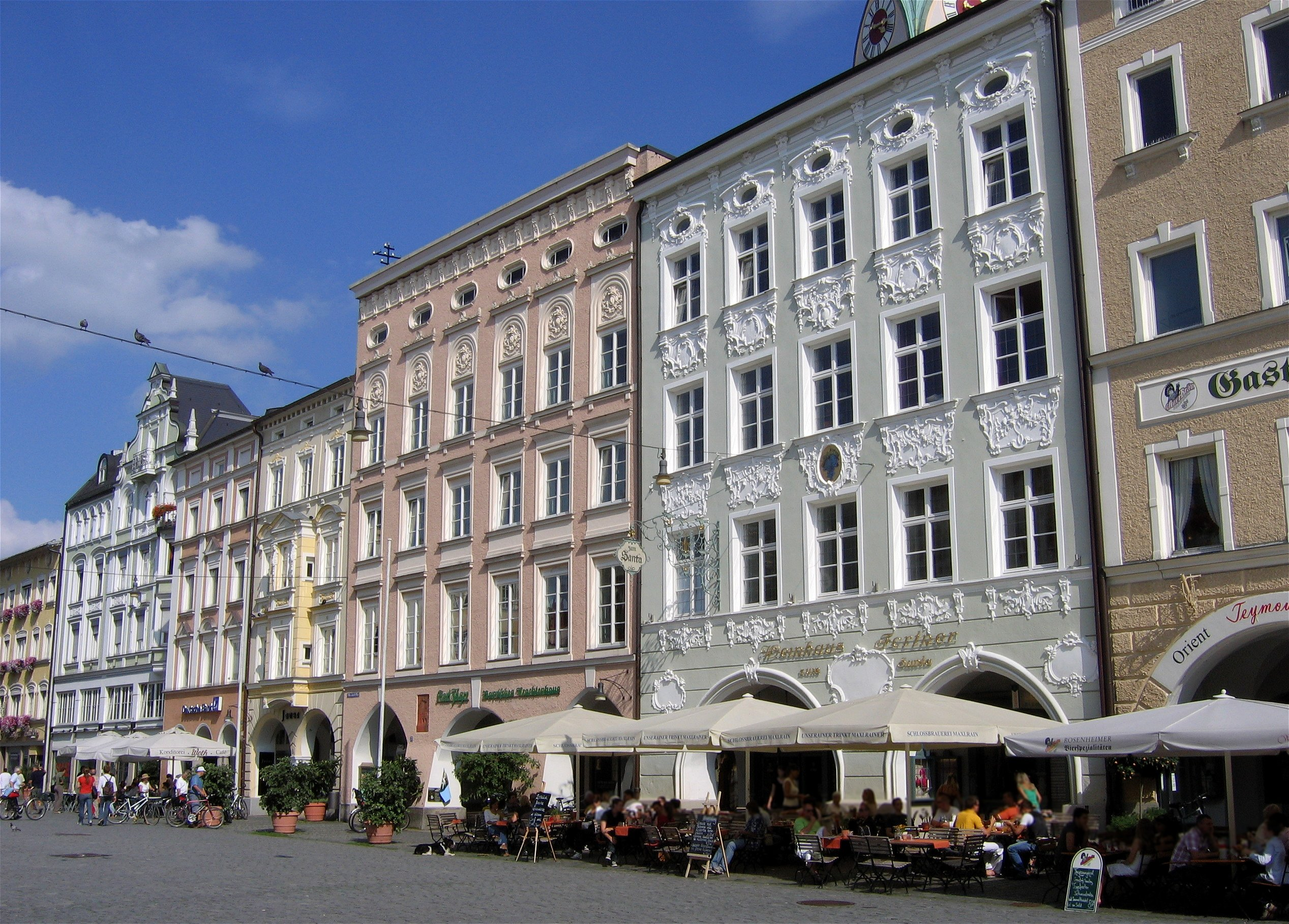
Rosenheim, Max-Josefs-Platz

Der Max-Josefs-Platz genannte Innere Markt ist ein planmäßig im 13. und frühen 14. Jahrhundert angelegter altbaierischer Straßenmarkt. Er verdankt seine Entstehung der raschen Entfaltung der seit dem 13. Jahrhundert wittelsbachischen Schiffer- und Kaufleuteniederlassung am Übergang einer Ost-West-Straße über den Inn.
Die Straße gewann vor allem als Salzstraße Bedeutung; von Osten wurde Reichenhaller Salz auf ihr hertransportiert. Sie kreuzte in Rosenheim den wichtigen Wasser-Verkehrsweg für den Italienhandel, den Inn, auf welchen die über den Brenner und den Pass Thurn zu bewegenden Waren mittels Flößen und Schiffen flussauf- und flussabwärts transportiert wurden.
Der in seiner Ausdehnung der Ost-West-Richtung der Handelsstraße folgende Straßenplatz war im Westen, wo er sich auf normale Straßenbreite reduziert, bis 1854 durch das Münchener Tor abgeriegelt. Im Osten, wo durch einen in die Marktfläche einspringenden Baublock eine Einschnürung des Ausgangs erfolgte, ist der Platz durch das Mittertor, das nach der Stadterweiterung seine Funktion verlor, noch eindrucksvoll geschlossen. Die beiden Platzseiten, die nördliche und die südliche, stellen sich als geschlossene Wände dar, die eine saalartige Wirkung des Platzraumes schaffen. Die Pfarrkirche ist hinter die südliche Wand gedrängt, das alte Rathaus ist unmerklich in sie eingebunden. Lediglich die Nordwand ist geöffnet, um die Heilig-Geist-Straße aufzunehmen, einen ähnlich gestalteten, den Markt erweiternden Straßenraum.
Die einzelnen Bürgerhäuser gehören überwiegend dem 15./16. Jahrhundert an; es handelt sich um den bis zum frühen 19. Jahrhundert allein verbindlichen Typ des Innstadt- bzw. Grabendachhauses, meist viergeschossige Anlagen von schmaler Front und großer Tiefe, mit Grabendächern hinter Vorschussmauern, welche die Bauten stattlicher erscheinen lassen und die wandartige Erscheinung der Häuserreihen wesentlich bewirken. Zum Innstadthaus gehören die Erdgeschossarkaden, die das Ensemble in großer Zahl, auf der Südseite fast vollständig, noch aufweist. Sie entstammen ebenso wie die Kernsubstanz der Bauten meist noch der Blütezeit Rosenheims im 15. Jahrhundert.
Durch die wirtschaftliche Stagnation Rosenheims im 17./18. Jahrhundert fehlen barocke Überformungen von Bürgerhäusern oder Neubauten fast völlig. Dagegen wird der durch den Salinenbetrieb seit 1810, durch die Eröffnung der Eisenbahn 1857 und durch die Stadterhebung 1864 begründete Aufschwung Rosenheims in den zahlreichen Umgestaltungen von Bürgerhäusern zu gründerzeitlichen Geschäftshäusern anschaulich. In diesem Prozess sind die Grabendächer meist aufgegeben und hinter den Vorschussmauern neue Geschosse oder Halbgeschosse ausgebaut worden. Darüber hinaus wurden den ursprünglich glatten, nur durch Tönung des Kalkputzes sowie durch Flach- und Eckerker belebten Fronten der Häuser Fassaden in Formen des Spätklassizismus, der Neugotik, der Neurenaissance und des Neubarock vorgelegt. Wurde einerseits durch die Reliefhaftigkeit dieser Fassaden dem Platzbild ein neues Element hinzugefügt, so wurden andererseits die herkömmlichen Erdgeschossarkaden und die geraden, giebellosen Fassadenabschlüsse beibehalten.
Aktennummer: E-1-63-000-5
siehe auch: weitere Bilder bei Commons

## Baudenkmäler nach Ortsteilen

### Rosenheim
| Lage | Objekt                                                                       | Beschreibung | Akten-Nr.               | Bild                 |
| --- | ---------------------------------------------------------------------------- | --- | ----------------------- | -------------------- |
| Äußere Münchener Straße 19 (Standort) | Villa                                                                        | reich gegliederter zweigeschossiger Bau mit Treppenturm, Ziergiebel, Erker, Zierfachwerk und hölzerner Altane, nach Plänen von David Schray, 1904/05 | D-1-63-000-8            | weitere Bilder       |
| Äußere Münchener Straße 23 (Standort) | Vorstädtisches Mietshaus                                                     | ehemals mit Gaststätte im Erdgeschoss, dreigeschossiger, in zwei Flügeln abgewinkelter Eckbau, asymmetrisch mit neubarockem Putzdekor und Ziergiebeln, von Carl Baumann, 1901/02 | D-1-63-000-269          | weitere Bilder       |
| Am Innzipfel; Mangfall; Nähe Schopperstraße (Standort)                                                                                              | Ehemalige Eisenbahnbrücke des städtischen Industriegleises über die Mangfall | genietete Eisenfachwerkkonstruktion über Betonpfeiler, nach Plänen der Generaldirektion der Kgl. Staatseisenbahnen, 1907. | D-1-63-000-268          | weitere Bilder       |
| Am Roßacker 3 (Standort) | Ehemals Benefiziatenhaus                                                     | zweigeschossiger traufständiger Flachsatteldachbau, im Obergeschoss Oratorien, 1. Hälfte 18. Jahrhundert, mit der sogenannten Roßackerkapelle zusammengebaut. Siehe auch Am Roßacker 5 und Samerstraße 17 | D-1-63-000-3            | weitere Bilder       |
| Am Roßacker 5 (Standort) | Kath. Kirche zu den Sieben Zufluchten                                        | sogenannte Roßacker-Kapelle, kleiner einheitlicher Spätbarockbau mit turmartigem Dachreiter über der Fassade, auf älteren gewölbten Lagerkellern von Abraham Millauer 1737–39 errichtet; mit Ausstattung. Siehe auch Am Roßacker 3 (Benefiziatenhaus) und Samerstraße 17 (Kellerhaus). | D-1-63-000-4            | weitere Bilder       |
| Am Roßacker 7 (Standort) | Ehemaliger Pernloher-Keller                                                  | zweigeschossiges Haus mit vorgezogenem Flachsatteldach, Segmentbogenfenstern und Vortreppe, um 1870/80 | D-1-63-000-5            | weitere Bilder       |
| Am Roßacker 9 (Standort) | Wohnhaus                                                                     | Ehemals Duschl-Keller, zweigeschossig, mit Flachsatteldach, Eingänge an der Giebel- und Längsseite, wohl 1. Drittel 19. Jahrhundert; angebaut kleines Gartenhäuschen, mit Satteldach und abgerundeter Giebelfront, wohl 19. Jahrhundert | D-1-63-000-6            | weitere Bilder       |
| Am Roßacker 16 (Standort) | Ehemals Bräu-am-Anger-Keller                                                 | ehemalige Gastwirtschaft, zweigeschossiger, giebelständiger Satteldachbau mit Kniestock, Quergiebel, Lisenengliederung und Segmentbogenfenstern, um 1874; quer angeschlossen ehem. Kellerhaus (Fasslager), eingeschossiger traufseitiger Bau mit Kniestock, Lisenengliederung und Segmentbogenfenstern, um 1874; Kelleranlage mit drei großen, parallel angeordneten tonnengewölbten Bierkellern und flankierenden Kellerräumen an den Schmalseiten, erbaut 1874 | D-1-63-000-202          | weitere Bilder       |
| Am Salzstadel 1 (Standort) | Bürgerhaus                                                                   | dreigeschossig, ehem. Grabendachhaus, modern verändert, Flacherker über zwei Geschosse, im Kern 16./17. Jahrhundert | D-1-63-000-7            | weitere Bilder       |
| Am Salzstadel 4 (Standort) | Ehem. Brauerei-Nebengebäude                                                  | großer traufständiger Flachsatteldachbau mit mehreren Lagerböden, Erdgeschoss durchgehend gewölbt mit dem Grundstückszuschnitt entsprechend unregelmäßigen Jochen und Säulenstellungen, mittleres bis spätes 19. Jahrhundert | D-1-63-000-203          | weitere Bilder       |
| An der Burgermühle 2–10 (gerade Nr.) (Standort) | sogenannte Unter- oder Burgermühle                                           | mehrteiliger Komplex an altem Mühlenstandort; Ehemals Mahlmühle (Nr. 2,4,6), stattlicher dreigeschossiger Bau mit Kniestock und Flachsatteldach, südlich kleiner Pultdachanbau, bezeichnet 1872; nördlich ehem. Stallgebäude (Nr.10), zweigeschossiger Satteldachbau mit befenstertem Kniestock und gewölbtem Erdgeschoss, bezeichnet 1866; östlich ehem. Gartenhaus (Nr. 8), zweigeschossiger Satteldachbau mit profiliertem Rundbogenportal, bezeichnet 1876 | D-1-63-000-207          | weitere Bilder       |
| Bahnhofstraße 10 (Standort) | Forstamtsgebäude                                                             | asymmetrischer gruppierter Walmdachbau mit Quergiebel, Erker und Eckloggia, barockisierend, nach Plänen des Landbauamts Rosenheim, 1904/05 | D-1-63-000-204          | weitere Bilder       |
| Bismarckstraße 1 (Standort) | Amtsgericht                                                                  | dreigeschossiger Verwaltungsbau mit flachem Walmdach und einheitlich gegliederten Fassaden in spätklassizistischen und Neurenaissance-Formen, erbaut 1874, Säulenportikus vorgesetzt 1935; westlich dreigeschossiger neuklassizistischer Erweiterungsbau mit Verbindungstrakt, um 1935 | D-1-63-000-9            | weitere Bilder       |
| Brückenstraße 1 (Standort) | Ehem. Papierwarenfabrik                                                      | zweigeschossige Anlage auf erhöhtem Untergeschoss, gleichmäßig durchfensterter Hallentrakt in Eisenbetonkonstruktion, flankiert von Verwaltungs- und Funktionsräumen in asymmetrisch gestalteten Kopfbauten mit quergestellten Satteldächern, erbaut 1911/12 nach Plänen von David Schray, an der Südostseite zweigeschossiger Büro-Anbau, 1929 | D-1-63-000-261          | weitere Bilder       |
| Dr.-Geiger-Straße 2 (Standort) | Mietshaus                                                                    | viergeschossiger Bau mit reich gegliederter Fassade in Formen der deutschen Renaissance, mit Loggien, Treppengiebel und turmartiger Bekrönung, östlich dreigeschossiger Flügelbau, 1899 | D-1-63-000-10           | weitere Bilder       |
| Dr.-Hefner-Straße 2 (Standort) | Wohnhaus                                                                     | zweigeschossig mit Erker und Mansardwalmdach, von Leonhard Hell, 1910/11. | D-1-63-000-205          | weitere Bilder       |
| Dr.-Hefner-Straße 5 (Standort) | Wohnhaus                                                                     | zweigeschossig mit Eckerker, gartenseitigen Lauben und Mansarddach, von Leonhard Hell, 1910/11 | D-1-63-000-206          | weitere Bilder       |
| Ebersberger Straße 1 (Standort) | Loretokapelle                                                                | Votivkapelle mit kleinem Dachreiter, doppelstöckiger Sakristei im Osten und offener Vorhalle im Westen, Südseite mit Sonnenuhr und nazarenischen Fresken, rechteckiger Saalraum, 1635/36, im 18. und 19. Jahrhundert verändert; mit Ausstattung; östlich ehem. Benefiziatenhaus, winkelförmiger Bau mit Lisengliederung und Sattel- bzw. Walmdach, 1722 | D-1-63-000-11           | weitere Bilder       |
| Ebersberger Straße 11 (Standort) | Aula                                                                         | vormals Hauskapelle, im Nordwestflügel des sonst 1968 durchgreifend modernisierten Schulhauskomplexes (erbaut als Höhere Töchterschule mit Pensionat, jetzt Karolinen-Gymnasium), halbrund geschlossener Emporensaal mit Satteldach und reichem Stuckdekor im barockisierenden Jugendstil, 1907/08 von Stadtbaurat Ferdinand Schlögl | D-1-63-000-262          | weitere Bilder       |
| Eichenweg 40 (Standort) | Eisenbahnbrücke über den Inn                                                 | in acht Bögen gemauert, sichtbare Flächen in Nagelfluh, 1858–60 Vgl. Gde. Stephanskirchen, Lkr. Rosenheim. | D-1-63-000-59           | weitere Bilder       |
| Ellmaierstraße 3 (Standort) | Verwaltungsgebäude                                                           | dreigeschossiger, symmetrisch angelegter Sichtziegelbau mit filigraner Fassadengliederung und Walmdach, als Landwehr-Bezirkskommando 1894/95 erbaut, jetzt Teil der Polizeiinspektion Rosenheim; Inneres neu strukturiert und ausgebaut | D-1-63-000-244          | weitere Bilder       |
| Färberstraße 4 (Standort) | Ehem. Gerberhaus                                                             | dreigeschossig mit Flachsatteldach, geknickter Front, Speichergeschoss und hölzerner Trockengalerie, um 1760/80 | D-1-63-000-16           | weitere Bilder       |
| Färberstraße 6 (Standort) | Wohnhaus                                                                     | langgestreckter zweigeschossiger Satteldachbau mit Segmentbogenfenstern, Erdgeschoss z. T. gewölbt, im Kern wohl 18. Jahrhundert, überformt 1860 | D-1-63-000-17           | weitere Bilder       |
| Färberstraße 17; Ludwigsplatz 13; Ludwigsplatz 14 (Standort)                                                                                        | Ehem. Brauereigebäude, sogenanntes „Saubräu-Anwesen“                         | stattlicher Komplex mit Gastwirtschaft und Saal im Erdgeschoss, Fassaden in Neurenaissance-Formen mit asymmetrischem Quergiebel und polygonalem Erker, im rückwärtigen Seitenflügel ehem. Stallungen, gewölbt, bezeichnet 1893 | D-1-63-000-218          | weitere Bilder       |
| Färberstraße 19 (Standort) | Ehem. Baderhaus (bis 1827)                                                   | jetzt Wohnhaus, dreigeschossiger Flachsatteldachbau mit Eckerker und Giebelschrot, im Kern 17./18. Jahrhundert, 1901 aufgestockt; angeschlossener Nebenbau, zweigeschossig, mit Pultdach | D-1-63-000-18           | weitere Bilder       |
| Frühlingstraße 5 (Standort) | Wohnhaus                                                                     | freistehender zweigeschossiger Zeltdachbau mit hölzernem Balkonvorbau, biedermeierlich, um 1850/60 | D-1-63-000-21           | weitere Bilder       |
| Frühlingstraße 8 (Standort) | Wohn- und Geschäftshaus                                                      | dreigeschossiger neubarocker Mansarddachbau mit Erker, Schweifgiebel und Putzdekor, von Carl Baumann, bezeichnet 1898 | D-1-63-000-22           | weitere Bilder       |
| Frühlingstraße 16 (Standort) | Wohnhaus                                                                     | vornehmer zweigeschossiger Zweiflügelbau mit geknickter Front und turmartigem Mittelrisalit, spätklassizistisch, um 1860/70 | D-1-63-000-23           | weitere Bilder       |
| Frühlingstraße 33 (Standort) | Mietshaus                                                                    | viergeschossiger Walmdachbau mit Eckerkern und Loggien, Neurenaissance, um 1890; Rückgebäude, zweigeschossig mit Flachsatteldach und Risalit, Altane mit Laubsägearbeiten, um 1890 | D-1-63-000-24           | weitere Bilder       |
| Gillitzerstraße 10; Herzog-Otto-Straße 2; Am Esbaum 5 (Standort)                                                                                    | Wohn- und Gasthaus                                                           | Wohn- und Gasthaus, stattliches viergeschossiges Eckhaus mit Flacherker und aufgegliederter Dachzone, in reduziert-historisierender Formensprache, nach Plänen von Franz Xaver Knöpfle, 1905/06, mit Hausfigur des hl. Florian, bez. 1905; zugehöriges Salettl, erdgeschossiger Zeltdachbau mit Malereien im Innern, nach Plänen von Franz Xaver Knöpfle, 1906, erweitert 1949; Wirtsgarteneinfriedung, rundbogig geöffnet, gleichzeitig; Rückgebäude, ehem. Büro- und Wohngebäude, ab 1914 Sudhaus, zweigeschossiger Bau, errichtet 1898 und umgebaut 1907 von Baumeister Johann Meishammer, Mansarddach 1928; mit technischer Ausstattung. | D-1-63-000-264          | weitere Bilder       |
| Greidererstraße 6 (Standort) | Verwaltungsgebäude des Staatl. Bauamts Rosenheim                             | zweigeschossiger klassizistischer Walmdachbau mit Rundbogenfenstern, in der Art Friedrich von Gärtners 1842/43 als Hauptzollamt erbaut, 1936/37 um zwei Fensterachsen nach Westen erweitert, 1995/96 Putzquaderung im Erdgeschoss wiederhergestellt und zweifarbiges Sichtziegelmauerwerk im Obergeschoss freigelegt, Inneres modernisiert | D-1-63-000-265          | weitere Bilder       |
| Hafnerstraße 6 (Standort) | Ehem. Bürgerhaus                                                             | dreigeschossiger Grabendachbau, mit Himmelsleiter, im Kern 16. Jahrhundert | D-1-63-000-25           | weitere Bilder       |
| Hafnerstraße 8; Hafnerstraße 8 a (Standort) | Bürgerhaus                                                                   | dreigeschossiger Grabendachbau, im Erdgeschoss Gewölbehalle, im Kern 16. Jahrhundert | D-1-63-000-26           | weitere Bilder       |
| Hammerweg 8 (Standort) | Mietshaus                                                                    | dreigeschossiger Bau mit vorkragendem Flachsatteldach, Neurenaissancefassade, um 1880/90; Rückgebäude, zweigeschossiger Satteldachbau mit Kniestock, Eingangsrisalit und Putzgliederungen, erbaut 1881/92 | D-1-63-000-27           | weitere Bilder       |
| Heilig-Geist-Straße 1 (Standort) | Kath. Kirche Hl. Geist                                                       | spätgotischer Saalbau mit Wolfgangkapelle, Mitte 15. Jahrhundert, 1684/85 barockisiert, restauriert 1964; mit Ausstattung. (Geschütztes Kulturgut) | D-1-63-000-29           | weitere Bilder       |
| Heilig-Geist-Straße 2 a (Standort) | Wohn- und Geschäftshaus                                                      | dreigeschossiger, traufseitiger Satteldachbau, im Erdgeschoss zweischiffige Pfeilerhalle mit Kreuzgewölben, rückwärts anschließend in der Querachse zwei tonnengewölbte Räume, 16./17. Jahrhundert, Obergeschosse jünger bzw. erneuert | D-1-63-000-208          | weitere Bilder       |
| Heilig-Geist-Straße 3 (Standort) | Bürgerhaus                                                                   | dreigeschossiges echtes Grabendachhaus mit Vorschussmauer, Erdgeschosslaube, typischem Fletz und seitlichem Treppenaufgang, im Kern 16. Jahrhundert | D-1-63-000-30           | weitere Bilder       |
| Heilig-Geist-Straße 7 (Standort) | Bürgerhaus                                                                   | ehem. Grabendachhaus, viergeschossig mit Mezzanin und Erdgeschosslaube, im Kern 16. Jahrhundert, Dachgeschoss modern | D-1-63-000-32           | weitere Bilder       |
| Heilig-Geist-Straße 8 (Standort) | Bürgerhaus                                                                   | ehem. Grabendachhaus, viergeschossig, ausgeprägte Gebälkzone mit Okuli, Erdgeschosslaube, im Kern 16. Jahrhundert, Fassade 19. Jahrhundert | D-1-63-000-33           | weitere Bilder       |
| Heilig-Geist-Straße 9 (Standort) | Bürgerhaus                                                                   | ehem. Grabendachhaus, viergeschossiger Bau mit Flacherker und Erdgeschosslauben, im Kern 16. Jahrhundert, Dachgeschoss modern | D-1-63-000-34           | weitere Bilder       |
| Heilig-Geist-Straße 10 (Standort) | Bürgerhaus                                                                   | ehem. Grabendachhaus, viergeschossig mit Erdgeschosslauben und Flacherker, 16./17. Jahrhundert, Dachgeschoss modern | D-1-63-000-35           | weitere Bilder       |
| Heilig-Geist-Straße 12 (Standort) | Wohn- und Geschäftshaus                                                      | ehem. Grabendachhaus, viergeschossig mit Erdgeschosslauben und Flacherker, 16./17. Jahrhundert, Dachgeschoss modern | D-1-63-000-36           | weitere Bilder       |
| Heilig-Geist-Straße 14 (Standort) | Bürgerhaus                                                                   | ehem. Grabendachhaus, viergeschossiger Eckbau mit Mezzanin, Erdgeschosslaube bis zur Hausecke, Flacherker, im Kern wohl 16. Jahrhundert | D-1-63-000-37           | weitere Bilder       |
| Heilig-Geist-Straße 44 (Standort) | Mietshaus                                                                    | dreigeschossiger Eckbau mit Mansardwalmdach, reich gegliederte Fassade mit Eckerkern, Balkons und Loggien, von Josef Schrettenseger, 1912/13 | D-1-63-000-38           | weitere Bilder       |
| Heilig-Geist-Straße 48 (Standort) | Mietshaus                                                                    | dreigeschossiger Bau mit ausgebautem Mezzanin, Türmchen, Loggia und Runderker, Fassade mit Jugendstil-Stuckdekoration, nach Plänen von Leonhard Hell, 1902 | D-1-63-000-39           | weitere Bilder       |
| Heilig-Geist-Straße 50 (Standort) | Mietshaus                                                                    | dreigeschossiger Bau mit Giebelloggia, traufseitigem Kastenerker und geschweiftem Giebel, in Neurenaissance-Formen, nach Plänen von Franz Xaver und Josef Schrettenseger, bezeichnet 1902; mit Einfriedung und schmiedeeisernem Tor, wohl gleichzeitig | D-1-63-000-40           | weitere Bilder       |
| Heilig-Geist-Straße; Max-Josefs-Platz (Standort) | Brunnen, sogenannter Nepomuk-Brunnen                                         | Nepomukfigur von Franz de Paula Hitzl, 1773, sechseckiges Brunnenbecken Mitte 19. Jahrhundert | D-1-63-000-125          | weitere Bilder       |
| Herbststraße 11 (Standort) | Wohnhaus                                                                     | kleiner villenartiger Bau mit tief ansetzendem Mansardsatteldach, straßenseitig durch vorgezogenen niedrigeren Giebel über Eingangsnische und erkerartiger Eckausbildung asymmetrisch gestaltet, von Leonhard Hell, 1908/09 | D-1-63-000-270          | weitere Bilder       |
| Herbststraße 23 (Standort) | Wohnhaus                                                                     | giebelständig, mit weit herabgezogenem Mansardsatteldach, Standerkern, Loggia, Steinportal und asymmetrischer Gliederung, von Leonhard Hell, 1911 | D-1-63-000-210          | weitere Bilder       |
| Herzog-Heinrich-Straße 7; Wittelsbacherstraße 3; Wittelsbacherstraße 5; Am Roßacker 4 (Standort)                                                    | Brauerei Flötzinger                                                          | mehrteiliger Gruppenbau mit Putzgliederungen in barockisierendem Jugendstil, Brauereigebäude mit Sudhaus, stattlicher dreigeschossiger Mansarddachbau mit Schweifgiebel, hohem Speichergeschoss und ehemaliger Durchfahrt, vorgelagerter, eingeschossiger Walmdachbau, nach Plänen von Leonhard Hell, 1909/10, erweitert und erneuert 1992; baulich nach Süden angeschlossenes Maschinen- und Kesselhaus, eingeschossiger Flachdachbau, sowie Kühlhaus, zweigeschossiger Halbwalmbau, 1904; ehemaliger Lagerkeller, eingeschossiger Satteldachbau mit Kniestock, 1875; winkelförmig angeschlossene ehemalige Gaststätte "Neuer Flötzinger Keller", um 1880. | D-1-63-000-287          | weitere Bilder       |
| Hofmannstraße 4 (Standort) | Wohnhaus                                                                     | zweigeschossiger traufseitiger Mittelbau, eingefasst von zwei giebelständigen, dreigeschossigen Risaliten mit Ziergiebeln, reich gegliederte historisierende Fassade, nach Plänen von Max Lutz, 1903 | D-1-63-000-42           | weitere Bilder       |
| Hohenzollernstraße 1 (Standort) | Ehem. Offizierskasino                                                        | langgestreckter zweigeschossiger Trakt mit Walmdach und gartenseitig vorspringendem Saalbau, rechtwinklig angeschlossen Pergola mit Gartenpavillon, nach Planung des Heeresbauamts Rosenheim, 1938/39; mit Ausstattung; gemauerte Einfriedung mit Schindeldeckung, 1939. | D-1-63-000-43           | weitere Bilder       |
| Hohenzollernstraße 11 (Standort) | Wohnhaus                                                                     | villenartiger zweigeschossiger Satteldachbau über hohem Sockelgeschoss mit Eckerker und Risalit, im reduzierten Heimatstil, von Leonhard Hell, 1909 | D-1-63-000-291          | weitere Bilder       |
| Hohenzollernstraße 52 (Standort) | Villa                                                                        | reich gestalteter zweigeschossiger Bau mit Erkern, Eck-Erkertürmchen, Zwerchgiebeln, Balkonen und Zierfachwerk, in historisierenden Formen, erbaut 1902/03 | D-1-63-000-44           | weitere Bilder       |
| Hubertusstraße 1 (Standort) | Mietshaus                                                                    | dreigeschossiges Eckhaus mit Ecktürmchen, Fassade mit neubarockem Dekor, um 1900 | D-1-63-000-45           | weitere Bilder       |
| Hubertusstraße 3 (Standort) | Mietshaus                                                                    | dreigeschossiger Bau mit zweigeschossigem Kastenerker, neubarockem Putzdekor und Ziergiebel, um 1900 | D-1-63-000-46           | weitere Bilder       |
| Hubertusstraße 5 (Standort) | Mietshaus                                                                    | dreigeschossiger Putzbau mit zweigeschossigem Erker, Ziergiebel und dekorativer Ornamentik, nach Plänen von Max Lutz, bezeichnet 1902 | D-1-63-000-47           | weitere Bilder       |
| Innsbrucker Straße 1 (Standort) | Ehem. Bahnwärterhäuschen                                                     | kleiner zweigeschossiger Zeltdachbau mit verbrettertem Obergeschoss, an der ältesten aufgelassenen Rosenheimer Eisenbahntrasse, um 1856 | D-1-63-000-49           | weitere Bilder       |
| Innstraße 2 a; Innstraße 4 (Standort) | Ehem. Bürgerspital                                                           | dreigeschossige, an die Spitalkirche St. Joseph angeschlossene Anlage, 1866/67, im Kern älter | D-1-63-000-51           | weitere Bilder       |
| Innstraße 6 (Standort) | Kath. Spitalkirche St. Joseph                                                | 1618/19 erbaut, Wölbung und Turmobergeschoss um 1645; mit Ausstattung | D-1-63-000-53           | weitere Bilder       |
| Innstraße 14 (Standort) | Mietshaus                                                                    | viergeschossiger Bau mit Backsteinmauerwerk, Kastenerker, Putzgliederung und reichem Neurenaissance-Dekor, Ende 19. Jahrhundert | D-1-63-000-54           | weitere Bilder       |
| Innstraße 22 (Standort) | Mietshaus                                                                    | viergeschossiges Eckhaus mit Eckerkerturm, Staffelgiebel und Neurenaissance-Dekor, 1898 | D-1-63-000-55           | weitere Bilder       |
| Innstraße 24; Innstraße 24 a; Sedanstraße 3 a; Innstraße 24 b (Standort)                                                                            | Wohn- und Geschäftshaus                                                      | dreigeschossiger Bau mit Giebelrisalit, Kernbau von Simon Lutz, 1872, Erweiterung nach Westen und Fassadengestaltung im Maximiliansstil, durch Emeran Schechner, 1889; Rückgebäude, ehem. Lager, zweigeschossiger massiver Satteldachbau, 1857, später aufgestockt; nach Osten hin baulich angeschlossenes ehem. Lagergebäude, zweigeschossiger Satteldachbau, von Max Lutz, 1889; südlich ehem. Marstall und Magazin, zweigeschossiger Backsteinbau mit Pultdach, von Johann Meishammer, 1897, Einbau von Wohnungen im Obergeschoss, 1898 | D-1-63-000-56           | weitere Bilder       |
| Innstraße 50 (Standort) | Mietshaus                                                                    | viergeschossiger Neubarockbau mit Doppelerkerfassade, bezeichnet 1897 | D-1-63-000-57           | weitere Bilder       |
| Innstraße 74 (Standort) | Ehem. Flussmeisterei                                                         | sogenannter Bruckstadel, jetzt Innmuseum, massiver erdgeschossiger Bau mit Krüppelwalmdach, 18. Jahrhundert | D-1-63-000-58           | weitere Bilder       |
| Kaiserstraße (Standort) | Brunnen                                                                      | sogenannter Florianibrunnen, um 1850 | D-1-63-000-72           | weitere Bilder       |
| Kaiserstraße 1 (Standort) | Bürgerhaus, sogenanntes Ruedorfferhaus                                       | viergeschossiger Bau mit Achteckerker, 16. Jahrhundert, Umbau im 17. Jahrhundert, Portal bezeichnet 1826, Dachgeschoss modern ausgebaut | D-1-63-000-61           | weitere Bilder       |
| Kaiserstraße 4 (Standort) | Bürgerhaus                                                                   | dreigeschossiger Grabendachbau mit Vorschussmauer, wohl 18. Jahrhundert | D-1-63-000-63           | weitere Bilder       |
| Kaiserstraße 5 (Standort) | Gasthaus Flötzinger-Bräu                                                     | stattliches viergeschossiges ehem. Grabendachhaus mit Erdgeschossarkaden, aus zwei zusammengelegten Bürgerhäusern bestehend, im Kern 16. Jahrhundert, Portal bezeichnet 1543, Fassade um 1870 | D-1-63-000-64           | weitere Bilder       |
| Kaiserstraße 10 (Standort) | Wohn- und Geschäftshaus                                                      | viergeschossiger Bau mit Neurenaissancefassade, Renaissance-Innenhof, im Kern 16./17. Jahrhundert, Aufstockung und Fassadengestaltung 1874/78 | D-1-63-000-235          | weitere Bilder       |
| Kaiserstraße 11 (Standort) | Ehem. Bürgerhaus                                                             | dreigeschossig mit Grabendach und Vorschussmauer, im Kern nach 1649, mit barocken Balusterlauben im Hof | D-1-63-000-67           | weitere Bilder       |
| Kaiserstraße 12; Weinstraße 7 (Standort) | Ehem. Brauereigaststätte Sternbräu                                           | dreigeschossiges traufständiges Vorderhaus mit klassizisierender Fassadengestaltung, Mezzanin und seitlicher Durchfahrt, 1876 | D-1-63-000-211          | weitere Bilder       |
| Kaiserstraße 15 (Standort) | Bürgerhaus, sogenanntes Pernloher-Haus                                       | viergeschossiger ausgedehnter Eckbau mit Stützmauern und Achteckerker, im Kern spätgotisch | D-1-63-000-68           | weitere Bilder       |
| Kaiserstraße 22 (Standort) | Bürgerhaus                                                                   | viergeschossiges Grabendachhaus mit Flacherker, im Kern wohl 16. Jahrhundert | D-1-63-000-70           | weitere Bilder       |
| Kaiserstraße 23 (Standort) | Stallstadel der Brauerei Flötzinger                                          | sog. Flötzinger-Stadel, großer massiver Satteldachbau, Erdgeschoss gewölbt, 1841. | D-1-63-000-277          | weitere Bilder       |
| Kaiserstraße 24 (Standort) | Bürgerhaus                                                                   | ehem. Grabendachhaus, viergeschossig mit Flacherker, im Kern wohl 16./17. Jahrhundert | D-1-63-000-71           | weitere Bilder       |
| Kardinal-Faulhaber-Platz 8 und 10 (Standort) | Kath. Pfarrkirche Christkönig                                                | Saalbau mit Spitzturm im Stil der neuen Sachlichkeit, nach Plänen von Adolf Muesmann, 1928/29; mit Ausstattung; zugehörig Pfarrhaus, zweigeschossiger Satteldachbau, nördlich eingeschossiger Verbindungsbau zur Kirche, von Adolf Muesmann, 1956 | D-1-63-000-74           | weitere Bilder       |
| Kellerstraße 12 (Standort) | Mietshaus                                                                    | dreigeschossig mit neubarocker Putzgliederung, Kastenerker und geschweiften Ziergiebeln, bezeichnet 1904; mit eiserner Vorgarten-Einfriedung | D-1-63-000-266          | weitere Bilder       |
| Kellerstraße 14 (Standort) | Mietshaus                                                                    | dreigeschossig mit Putzgliederung, traufseitigen Zwerchhäusern und Schweifgiebeln an den Schmalseiten, erbaut 1905; mit eiserner Vorgarten-Einfriedung | D-1-63-000-267          | weitere Bilder       |
| Kellerstraße 16 (Standort) | Mietshaus                                                                    | dreigeschossiger Zweiflügel-Eckbau mit Veranden, reichen Ziergiebeln und Ornamentfriesen, bezeichnet 1904; mit eiserner Einfriedung des Vorgartens, wohl gleichzeitig; Rückgebäude, kleiner zweigeschossiger Bau, um 1900 | D-1-63-000-76           | weitere Bilder       |
| Klepperstraße 19 (Standort) | Ehem. Kraftwerk der Kunstmühle Rosenheim                                     | breitgelagerter dreigeschossiger Schopfwalmdachbau mit Mittelrisalit und Putzgliederung, über dem Mangfallkanal, nach Entwurf von Theodor Fischer, 1922/23 | D-1-63-000-77           | weitere Bilder       |
| Klosterweg 21 (Standort) | Städtischer Friedhof                                                         | angelegt 1809, erweitert 1876 und 1898; rechteckige Gesamtummauerung mit Pfeilerhalle im Norden und inneren Mauerzügen als Begrenzung der einzelnen Erweiterungsbereiche; Alte Aussegnungshalle, Halbrundbau mit Umgang, nach Plänen von Max Lutz erbaut 1877, im Umgang Grabstein Amalia v. Braun, 1838 von Ludwig von Schwanthaler; Neue Aussegnungshalle, neuromanisch, nach Plänen von Stadtbaurat Georg Mackert erbaut 1898; mit zahlreichen Grabdenkmälern des 18. bis frühen 20. Jahrhundert, darunter auch: Grabdenkmal Stumbeck, um 1876; Hoegnersche Gruftkapelle, durch Max Lutz, 1893; Hayler'sche Familiengruft mit Kapelle, neuromanisch, 1861; Fortner'sche Grabstätte, um 1840; Epitaph Paulus Stumbeck, 1779, erweitert um Mitte 19. Jahrhundert; Grabstätte v. Pechmann, hochrechteckige Inschriftplatte mit rundbogigem Aufsatz und großem Wappen, Rosenheimer Marmor, Anfang 20. Jahrhundert | D-1-63-000-79           | weitere Bilder       |
| Klosterweg 22 (Standort) | Kath. Klosterkirche St. Sebastian                                            | Saalbau mit eingezogenem Chor, im Kern 1635, neuromanische Erweiterung in zwei Phasen: Chor von 1855/56, Langhaus nach Plänen von Bruno Specht, 1889/90; mit Ausstattung; Kapuziner-Klosteranlage, Vierflügelanlage um einen Kreuzgang, errichtet 1854; östlich an die Kirche anschließend die Pforte, zweigeschossiger Walmdachbau, Ende 19. Jahrhundert | D-1-63-000-78           | weitere Bilder       |
| Königstraße 1 (Standort) | Schule, sogenannte Königschule                                               | dreigeschossiger Bau mit reich gegliedertem Mittelrisalit, im Maximiliansstil errichtet nach Plänen von Ludwig Foltz (Grundrisse) und Rudolf Wilhelm Gottgetreu (Zuschreibung Fassadenentwürfe), 1866 | D-1-63-000-80           | weitere Bilder       |
| Königstraße 7 (Standort) | Ehem. Hotel                                                                  | 1860/70 errichtet, Umbau durch Hanns Kornberger zum Wohn- und Geschäftshaus, mit neuklassizistischer Fassade mit Putzgliederungen, 1923 | D-1-63-000-81           | weitere Bilder       |
| Königstraße 13 (Standort) | Mietshaus                                                                    | viergeschossiger Bau mit spätklassizistischen und Neurenaissance-Stilelementen, 1875 | D-1-63-000-82           | weitere Bilder       |
| Königstraße 21 (Standort) | Evang.-Luth. Erlöserkirche                                                   | Saalkirche, in Formen der norddeutschen Backsteingotik errichtet, nach Plänen von August Hartel, 1885/86; mit Ausstattung | D-1-63-000-83           | weitere Bilder       |
| Königstraße 23 (Standort) | Evang.-Luth. Pfarramt und Dekanat                                            | zweigeschossiger Klinkerbau auf winkelförmigem Grundriss, mit Walmdach bzw. gotisierenden Treppengiebeln, bezeichnet 1892/93; mit Einfriedung, Backstein, wohl gleichzeitig; zugehörig ehem. Küsterhaus, erdgeschossiger Klinkerbau mit Kniestock und Zierfachwerk, um 1892/93 | D-1-63-000-84           | weitere Bilder       |
| Königstraße 24 (Standort) | Ehemaliger Bahnhof, seit 1878 Rathaus                                        | ausgedehnte axialsymmetrische Anlage, Kernbau aus dreigeschossigem Mittelpavillon mit Zeltdach und zweigeschossigen Seitenflügeln, Fassaden in Sichtziegelmauerwerk mit Kalksteingliederungen, als Bahnhof errichtet nach Plänen von Eduard Rüber 1858, nach Verlegung der Bahntrasse 1878 als Rathaus umgenutzt und beiderseits um zwei eingeschossige Flügelbauten erweitert, diese später aufgestockt und teilweise verändert, dann durch jeweils dreigeschossige Neubauten 1980–83 (Nordwestflügel) bzw. 1993/94 (Südostflügel) ersetzt | D-1-63-000-150          | weitere Bilder       |
| Kufsteiner Straße 20 (Standort) | Ehem. Pumpenhaus der Soleleitung                                             | kleiner eingeschossiger Klinkerbau mit Satteldach, Mitte 19. Jahrhundert | D-1-63-000-87           | weitere Bilder       |
| Kufsteiner Straße 26 (Standort) | Wohnhaus                                                                     | zweigeschossiger Flachsatteldachbau, 1. Hälfte 19. Jahrhundert | D-1-63-000-85           | weitere Bilder       |
| Kufsteiner Straße 43 (Standort) | Wohnhaus                                                                     | zweigeschossiger Putzbau mit Satteldach, profilierten Balkenköpfen und aufgedoppelter Haustür, biedermeierlich, Mitte 19. Jahrhundert | D-1-63-000-86           | weitere Bilder       |
| Kunstmühlstraße 7 (Standort) | Villa                                                                        | asymmetrisch gruppierter Walmdachbau in historisierenden Formen, erbaut 1896/97; gemauerte Einfriedung, gleichzeitig | D-1-63-000-214          | Villa                |
| Kunstmühlstraße 14; Kunstmühlstraße 17; Kunstmühlstraße 12; Kunstmühlstraße 12 a; Kunstmühlstraße 16 (Standort)                                     | Ehem. Kunstmühle Rosenheim                                                   | bestehend aus: Ehem. Roggenmühle (Nr. 14), als erste Kunstmühle errichtet, dreieinhalbgeschossiger Putzbau mit Lisenengliederung, Flachwalmdach und Mittelrisalit, um 1854/55; östlich ehem. Bürogebäude (Nr. 17), dreigeschossiger kubischer Bau mit Flachwalmdach, um 1854/55; westlich ehem. Magazingebäude (Nr. 16), dreigeschossiger kubischer Bau mit Flachwalmdach, um 1854/55; ehem. Weizenmühle (Nr. 12), fünfgeschossiger Satteldachbau mit Lisenengliederung und strengem Stichbogenfenstersystem, von Max Lutz, 1890; Silogebäude (Nr. 12a), stattlicher, vertikal gegliederter Stahlbetonbau mit durch Fensterband gestuftem Walmdach und hohem, im oberen Teil oktogonalem Turm, von Franz und Ludwig Rank, 1915/16 | D-1-63-000-215          | weitere Bilder       |
| Kunstmühlstraße 25 (Standort) | Ehem. Sägewerk                                                               | sogenannte Steinschneidsäge der Saline Rosenheim, erdgeschossiger Satteldachbau in Sichtziegelmauerwerk mit stichbogigen Fenstern und hölzernem Traufgesims, frühes 19. Jahrhundert | D-1-63-000-216          | weitere Bilder       |
| Lessingstraße 2 (Standort) | Villa                                                                        | kubischer Kernbau mit symmetrisch angelegten zweigeschossigen Runderkern und überstehendem steilem Walmdach, erbaut nach Plänen von Otto Riemerschmid, 1910/11, Treppenhausanbau 1935 | D-1-63-000-217          | weitere Bilder       |
| Loretoallee; Nähe Loretoallee (Standort) | Kriegerdenkmal                                                               | Brunnenanlage aus zylindrischer Mauer um eine Linde, mit umlaufendem Wasserbecken und Portal, darüber antikisierende Skulptur, nach Entwurf von Georg Albertshofer, 1923 | D-1-63-000-12           | weitere Bilder       |
| Ludwigsplatz (Standort) | Brunnen, sogenannter Fischbrunnen                                            | mit Steinfigur und Schmiedeeisengitter, Entwurf von Georg Albertshofer, bezeichnet 1927; vor Haus Nr. 23 | D-1-63-000-102          | weitere Bilder       |
| Ludwigsplatz 1 (Standort) | Kath. Stadtpfarrkirche St. Nikolaus                                          | reich gegliederte Hallenkirche mit dreiseitig geschlossenem Chor, umlaufender Sakristei und Westturm, Turmuntergeschoss spätmittelalterlich, Oberbau und Zwiebelhaube von 1655 (erneuert 1952), Langhaus im Kern spätgotisch, 2. Hälfte 15. Jahrhundert, um drei Joche nach Osten verlängert im Zuge der neugotischen Erweiterung und Gesamtüberformung nach Plänen von Johann Marggraff, 1880/81, Inneres nach Purifizierung 1963/64 neugestaltet 2004–06; mit Ausstattung | D-1-63-000-89           | weitere Bilder       |
| Ludwigsplatz 2 (Standort) | Ehem. Kapelle St. Michael                                                    | schlichter Satteldachbau mit dreiseitigem Schluss, erbaut 1513, um 1805/06 profaniert und ab 1821 wiederholt umgebaut; nach Osten gewölbter Arkadenvorbau, darin Ölberggruppe mit Schnitzfiguren, Mitte 17. Jahrhundert | D-1-63-000-90           | weitere Bilder       |
| Ludwigsplatz 7 (Standort) | Wohn- und Geschäftshaus                                                      | viergeschossiger Neurenaissancebau, 1893 | D-1-63-000-91           | weitere Bilder       |
| Ludwigsplatz 8; Ludwigsplatz 8 a (Standort) | Wohn- und Geschäftshaus                                                      | stattliche viergeschossige Anlage, wohl mehrere spätmittelalterliche Hauskerne zusammenfassend, spätklassizistische Fassade mit Relieftondi, 1873, Gestaltung des Dachansatzes (Hohlkehle) 1951 | D-1-63-000-92           | weitere Bilder       |
| Ludwigsplatz 9 (Standort) | Bürgerhaus                                                                   | viergeschossiges Grabendachhaus mit Erdgeschosslaube, im Kern 16. Jahrhundert | D-1-63-000-93           | weitere Bilder       |
| Ludwigsplatz 10 (Standort) | Bürgerhaus                                                                   | fünfgeschossig, mit Erdgeschosslaube, ehem. Grabendachbau, im Kern wohl 16. Jahrhundert, Dachgeschoss modern | D-1-63-000-94           | weitere Bilder       |
| Ludwigsplatz 11 (Standort) | Bürgerhaus                                                                   | viergeschossig, mit Erdgeschosslaube, ehem. Grabendachbau, im Kern wohl 16. Jahrhundert, Dachgeschoss modern | D-1-63-000-95           | weitere Bilder       |
| Ludwigsplatz 12 (Standort) | Bürgerhaus                                                                   | viergeschossiges Eckhaus mit Erker und Erdgeschosslauben, ehem. Grabendachhaus, im Kern wohl 16. Jahrhundert | D-1-63-000-96           | weitere Bilder       |
| Ludwigsplatz 19 (Standort) | Bürgerhaus                                                                   | dreigeschossiger Eckbau, ehem. Grabendachhaus, mit Erker und Erdgeschosslaube, im Kern wohl spätmittelalterlich | D-1-63-000-97           | weitere Bilder       |
| Ludwigsplatz 20 (Standort) | Bürgerhaus                                                                   | ehem. Grabendachhaus, viergeschossiger Eckbau, im Kern wohl 16. Jahrhundert | D-1-63-000-98           | weitere Bilder       |
| Ludwigsplatz 21 (Standort) | Wohn- und Geschäftshaus                                                      | mit sogenannter Alte Rieder`sche Apotheke, viergeschossiges stattliches Grabendachhaus in Ecklage, im Kern 16. Jahrhundert, Rotmarmorportal und geschnitzte Haustür 2. Hälfte 18. Jahrhundert, Fassade Mitte 19. Jahrhundert | D-1-63-000-99           | weitere Bilder       |
| Ludwigsplatz 22 (Standort) | Bürgerhaus                                                                   | sogenanntes Finsterwalderhaus, stattlicher viergeschossiger Eckbau mit Achteckerker und barocker Hausmadonna, Kernbau wohl 16./17. Jahrhundert, Fassade 1864. (Geschütztes Kulturgut) | D-1-63-000-100          | weitere Bilder       |
| Ludwigsplatz 26 (Standort) | Stadttor                                                                     | sogenanntes Mittertor, als Städtisches Museum eingerichtet, dreigeschossiger Satteldachbau mit hohem Sockelgeschoss und gewölbter Torhalle, Nordseite mit Mittelrisalit und Schopfwalmdach, beiderseits Zwerchhaus mit Uhr, südlich fünfgeschossiger Turm mit Zwiebelhaube, im Kern 1. Hälfte 14. Jahrhundert, nach Stadtbrand 1641 mehrfach verändert und erweitert, Heimatmuseum seit 1895 | D-1-63-000-101          | weitere Bilder       |
| Ludwigsplatz 31 (Standort) | Bürgerhaus, sogenanntes Gietl-Haus                                           | dreigeschossiges Eckhaus mit Mansarddach, platzseitigem Erker und Zwerchhaus, klassizistische Putzgliederung, Glasfenster bezeichnet 1875, Dachgeschossausbau und Mansarddach von 1907 | D-1-63-000-219          | weitere Bilder       |
| Max-Bram-Platz 2 und 2 a (Standort) | Städtische Galerie und Stadtarchiv                                           | Ausstellungsgebäude, langgestreckter kubischer Bau mit Oberlicht-Aufsatz und in Pfeilerstellung geöffneter Eingangsfront, von German Bestelmeyer, 1935–37; parallel zurückgesetzt Stadtarchiv, langgestreckter eineinhalbgeschossiger Bau mit Pfeilerportikus, von German Bestelmeyer, 1935–37; zwischen beiden Trakten Skulpturenhof, seitlich von Mauern eingefasst | D-1-63-000-152          | weitere Bilder       |
| Max-Josefs-Platz 1 (Standort) | Wohn- und Geschäftshaus                                                      | ehemals Gasthof, viergeschossiger großer Eckbau mit Mezzanin, nordwestlich dreigeschossiger Anbau, spätklassizistische Fassadenelemente, um 1860/70 | D-1-63-000-104          | weitere Bilder       |
| Max-Josefs-Platz 4 (Standort) | Bürgerhaus, sogenanntes Ellmaierhaus                                         | stattlicher spätmittelalterlicher dreigeschossiger Grabendachbau, Renaissanceportal bezeichnet 1568, Dachwerk bezeichnet 1654, Neugestaltung der Fassade mit zwei Erkern 1908, Innenhof mit Lauben; Südtrakt, dreigeschossig, wohl Mitte 19. Jahrhundert. Das Holztechnische Museum ist hier untergebracht. | D-1-63-000-105          | weitere Bilder       |
| Max-Josefs-Platz 5 (Standort) | Bürgerhaus                                                                   | ehemaliges Grabendachhaus, viergeschossiger Bau mit Mezzanin, polygonalem Eck- und seitlichem Flacherker, Fassade Ende 19. Jahrhundert | D-1-63-000-106          | weitere Bilder       |
| Max-Josefs-Platz 8 a (Standort) | Wohnhaus                                                                     | zweigeschossiger villenartiger Bau mit Mezzaningeschoss und Eckerkertürmchen, in reichen Neurenaissanceformen, von Max Lutz, 1884 | D-1-63-000-107          | weitere Bilder       |
| Max-Josefs-Platz 9 (Standort) | Bürgerhaus                                                                   | ehem. Grabendachbau, viergeschossig, mit Erdgeschosslauben, im Kern wohl 16. Jahrhundert, Fassade im Maximiliansstil, um 1860/70 | D-1-63-000-108          | weitere Bilder       |
| Max-Josefs-Platz 11 (Standort) | Wohn- und Geschäftshaus                                                      | viergeschossig mit Mezzanin und Erdgeschossarkaden, im Kern spätmittelalterlich, Neurenaissance-Fassade und reich ornamentierte hölzerne Ladeneinfassung, bezeichnet 1886 | D-1-63-000-109          | weitere Bilder       |
| Max-Josefs-Platz 12 (Standort) | Ehem. Brauereigasthof Duschlbräu                                             | viergeschossiger Bau mit Erdgeschosslaube und kreuzgratgewölbtem Fletz, im Kern zwei spätgotische Bürgerhäuser, im frühen 19. Jahrhundert zusammengefasst | D-1-63-000-110          | weitere Bilder       |
| Max-Josefs-Platz 13 (Standort) | Ehem. Brauereigasthof Stockhammer-Bräu                                       | stattlicher Eckbau, ehem. Grabendachhaus, viergeschossig mit Mezzanin und Erdgeschosslauben, breiter Fletz durch die gesamte Tiefe des Hauses mit seitlichem Treppenaufgang, im Kern 14./15. Jahrhundert, Fassaden zum Max-Josefs-Platz und zur Heilig-Geist-Straße biedermeierlich, wohl 1848 | D-1-63-000-111          | weitere Bilder       |
| Max-Josefs-Platz 14 und 14 a (Standort) | Bürgerhaus                                                                   | ehem. viergeschossiger Grabendachbau mit Erdgeschosslauben, im Kern 16. Jahrhundert, Neurenaissancefassade um 1895; Renaissancehof mit gemauerten Laubengängen und Treppenturm, 16. Jahrhundert | D-1-63-000-112          | weitere Bilder       |
| Max-Josefs-Platz 15 (Standort) | Ehemals Bürgerhaus                                                           | von 1731 bis 1876 Pfarrhof, seit 1894 Bäckerei und Café, sogenanntes Bergmeisterhaus, stattlicher viergeschossiger Eckbau, ehem. mit Grabendach, Erdgeschosslauben an beiden Fronten, Achteckerker, Kreuzgewölbe im Erdgeschoss und spätgotisches Portal, Anfang 16. Jahrhundert, frühklassizistisch umgestaltet Ende 18. Jahrhundert, Ausbau des dritten Obergeschosses und Fassadengestaltung. 1894/95 (Geschütztes Kulturgut) | D-1-63-000-113          | weitere Bilder       |
| Max-Josefs-Platz 16 (Standort) | Bürgerhaus                                                                   | ehem. Grabendachbau, viergeschossig mit Mezzanin, Erdgeschosslauben, im Kern spätmittelalterlich, Neurenaissancefassade um 1880/90 | D-1-63-000-114          | weitere Bilder       |
| Max-Josefs-Platz 18 (Standort) | Bürgerhaus                                                                   | ehem. Grabendachhaus, viergeschossig mit Mezzanin, Erdgeschosslauben, im Kern spätmittelalterlich, Fassade in neuklassizistischen Formen, um 1870/80 | D-1-63-000-115          | weitere Bilder       |
| Max-Josefs-Platz 19 (Standort) | Wohn- und Geschäftshaus                                                      | viergeschossiger Neurenaissancebau mit Ziergiebel, Erker und rustiziertem Erdgeschoss, 1898, Kernbau mit Erdgeschosslauben und Gewölben wohl 16. Jahrhundert | D-1-63-000-116          | weitere Bilder       |
| Max-Josefs-Platz 20 (Standort) | Bürgerhaus, sogenanntes Weinhaus „Zum Santa“ oder Fortnerhaus                | ehem. dreigeschossiges Grabendachhaus mit Erdgeschosslauben, großräumigem Fletz mit Treppenaufgang und großem Hof mit Holzgalerien des 17. Jahrhunderts, zum Hof hin frühgotischer Rechteckraum der 2. Hälfte des 13. Jahrhunderts, im Kern spätgotisch, 1642 umgestaltet, Rokoko-Stuckfassade um 1745, Aufbau des vierten Geschosses und Erweiterung des Fassadendekors in Neurokokoformen Ende 19. Jahrhundert. Rückgebäude, spätgotisches Wohn- und Lagergebäude, ehem. dreigeschossiger massiver Pultdachbau, 15. Jh., barock überformt, Aufbau des vierten Geschosses 1870; östliche Mauer, ehem. Kirchhofmauer, mit Epitaph, 13. Jh. | D-1-63-000-117          | weitere Bilder       |
| Max-Josefs-Platz 21 (Standort) | Bürgerhaus                                                                   | ehem. Grabendach-Eckbau, viergeschossig, mit übereck gestelltem Erker, im Kern wohl 16./17. Jahrhundert | D-1-63-000-118          | weitere Bilder       |
| Max-Josefs-Platz 22 (Standort) | Wohn- und Geschäftshaus                                                      | ehem. Altes Rathaus (bis 1878), viergeschossig mit Mezzanin und Erdgeschosslauben, ehem. mit Grabendach, im Kern wohl spätmittelalterlich, nach 1641 und im 18. Jahrhundert verändert, Fassade in neuklassizistischen Formen, 1878 | D-1-63-000-119          | weitere Bilder       |
| Max-Josefs-Platz 23 und 23 a (Standort) | Wohn- und Geschäftshaus, sogenanntes Eizenbergerhaus                         | ausgedehntes, unter Vereinigung mehrerer kleiner Häuser errichtetes viergeschossiges Grabendach-Eckhaus mit Rechteck-Erkern an zwei Hausecken, Mitte 17. Jahrhundert, umgebaut 1702/04 | D-1-63-000-120          | weitere Bilder       |
| Max-Josefs-Platz 24 (Standort) | Bürgerhaus                                                                   | ehem. Grabendachbau, viergeschossig mit Mezzanin, Flacherker und Erdgeschosslauben, im Kern 16./17. Jahrhundert, Fassadengliederung in neuklassizistischen und Neurenaissance-Formen, Ende 19. Jahrhundert | D-1-63-000-121          | weitere Bilder       |
| Max-Josefs-Platz 25 (Standort) | Neurenaissance-Fassade                                                       | Reich gegliederte dreigeschossige Neurenaissance-Fassade, um 1885 | D-1-63-000-122          | weitere Bilder       |
| Max-Josefs-Platz 26 (Standort) | Bürgerhaus                                                                   | ehem. Grabendachbau, viergeschossiger Eckbau mit Erdgeschosslauben, im Kern 16./17. Jahrhundert, Neurenaissancefassade Ende 19. Jahrhundert | D-1-63-000-123          | weitere Bilder       |
| Max-Josefs-Platz 30 (Standort) | Wohn- und Geschäftshaus                                                      | stattlicher viergeschossiger Neurenaissancebau mit Ziergiebel, Eckerker und Loggia, von Carl Baumann, bezeichnet 1899 | D-1-63-000-243          | weitere Bilder       |
| Max-Josefs-Platz 32 (Standort) | Wohn- und Geschäftshaus                                                      | viergeschossig, Fassadengliederung im Maximiliansstil, um 1850/60 | D-1-63-000-124          | weitere Bilder       |
| Münchener Straße 4 (Standort) | Wohn- und Geschäftshaus                                                      | Teil des sogenannten Gillitzer-Blockes, viergeschossiger Bau mit Neurenaissance-Fassade in Klinker und Sandstein, von Karl Stöhr, 1894/95 | D-1-63-000-127          | weitere Bilder       |
| Münchener Straße 6 (Standort) | Neubarocke Fassade                                                           | Neubarocke Fassade des 1894/95 als Teil des sogenannten Gillitzer-Blocks errichteten Wohn- und Geschäftshauses, symmetrisch gegliedert und verputzt. (Das Gebäude selbst 1994 abgebrochen) | D-1-63-000-128          | weitere Bilder       |
| Münchener Straße 8 (Standort) | Neurenaissance-Fassade                                                       | Neurenaissance-Fassade des 1894/95 als Teil des sogenannten Gillitzer-Blocks errichteten ehem. Wohn- und Geschäftshauses, in Klinker und Sandstein. (Das Gebäude selbst 1994 abgebrochen) | D-1-63-000-129          | weitere Bilder       |
| Münchener Straße 11 (Standort) | Fassade des Bankhauses                                                       | gerundete, asymmetrisch gegliederte Eingangsfront mit Ziergiebeln, Erker, figürlichen und ornamentalen Hausteindetails, in neubarocken Formen mit Jugendstil-Anklängen, von Eugen Drollinger, bezeichnet 1903/04. (Das Gebäude einschließlich der Fassaden der Seitenflügel 1980/81 neu erbaut). | D-1-63-000-130          | weitere Bilder       |
| Münchener Straße 23 (Standort) | Ehemals Amtsbau der Saline                                                   | jetzt Vermessungsamt, viergeschossiger Satteldachbau, im Kern 1. Hälfte 19. Jahrhundert, Außenbau um 1925/30 in neuklassizistischen Formen überarbeitet | D-1-63-000-131          | weitere Bilder       |
| Münchener Straße 28 (Standort) | Wohn- und Geschäftshaus                                                      | viergeschossiger, reich gestalteter Neubarockbau mit zwei symmetrischen Erkern und Zwerchgiebeln, von Carl Baumann, bezeichnet 1899/1900 | D-1-63-000-132          | weitere Bilder       |
| Münchener Straße 42 (Standort) | Wohn- und Geschäftshaus                                                      | dreigeschossiger Eckbau mit Mansarddach und neuklassizistischer Fassadengestaltung, um 1900 | D-1-63-000-133          | weitere Bilder       |
| Münchener Straße 66 a (Standort) | Villa                                                                        | zweigeschossiger neuklassizistischer Putzbau mit geknicktem Walmdach, an der Südseite zweigeschossiger Vorbau mit erdgeschossigen Arkaden und Terrasse mit geschmiedetem Brüstungsgitter, Umbau eines älteren Wohnhauses durch Hanns Kornberger, 1927 | D-1-63-000-135          | weitere Bilder       |
| Münchener Straße 68 (Standort) | Ehem. Gaststätte Zur Eisenbahn                                               | dreigeschossiger Putzbau mit Mansarddach und Ziergiebel, nach Plänen von Max Lutz, 1873, 1896 umgebaut nach Plänen von Schechner | D-1-63-000-134          | weitere Bilder       |
| Münchener Straße 80 und 82 (Standort) | Verwaltungs- und Sudhausgebäude des Auerbräu (Nr. 80)                        | stattlicher viergeschossiger traufständiger Bau mit Satteldach und reicher historisierender Fassadengliederung, am ersten Obergeschoss Erker, Hauseingang bezeichnet 1889, rückwärtig Sudhaus einbezogen; östlich angeschlossen Gär- und Lagerkeller, mehrstöckiger, horizontal gegliederter Satteldachbau, im Kern 1889/90, mit jüngeren Ausbauten; westlich abgerückt ehemalige Mälzerei (Nr. 82), dreigeschossiger traufständiger Satteldachbau mit Mezzanin, Keller- und Erdgeschoss gewölbt, darüber Lagerböden mit hölzerner Binnenkonstruktion, 1889 | D-1-63-000-220          | weitere Bilder       |
| Nähe Innlände (Standort) | Gedenktafel                                                                  | Gedenktafel an die Errichtung der ersten Bogenbrücke über den Inn, von 1811 | D-1-63-000-48           | Gedenktafel          |
| Nähe Kaiserstraße (Standort) | Portal des ehem. Kaiserbads                                                  | neubarock. Rückseitig befindet sich links eine Erinnerungstafeln an den Badeaufenthalte Kaiser Wilhelms I.: „Se. Majeſtät Wilhelm I., Deutſcher Kaiſer und König von Preuſsen, wohnte am 11.12. Auguſt 1876 mit hohem Gefolge im Bade Roſenheim.“ sowie eine zweite Tafeln rechts mit den Daten, an denen er „Den Hohen Beſuch wiederholt“ hat, jeweils im Juli der Jahre 1877, 1879, 1880, 1881, 1882, 1885. Das Gebäude selbst wurde 1985 abgebrochen. | D-1-63-000-73           | weitere Bilder       |
| Nähe Loretoallee (Standort) | Burgfriedensäule                                                             | von 1614, am jetzigen Standort seit 1856. | D-1-63-000-13           | weitere Bilder       |
| Pernauerstraße 5 (Standort) | Ehem. Bauernhaus                                                             | Einfirstanlage mit mittelsteilem Dach, Stubenerker, Lauben und bemalten Details, in Formen des Heimatstils, von Franz Xaver Steegmüller, 1914; Wirtschaftsteil erneuert | D-1-63-000-137          | weitere Bilder       |
| Prinzregentenstraße 7 (Standort) | Mietshaus                                                                    | viergeschossiger Eckbau im barockisierenden Jugendstil, mit Zwerchgiebeln, Eck- und Flacherkern, Fassade mit Putzdekor, 1910 | D-1-63-000-139          | weitere Bilder       |
| Prinzregentenstraße 9 (Standort) | Mietshaus                                                                    | viergeschossiger Bau mit Flacherker und Zwerchgiebel, Fassade mit Putzdekor, später Jugendstil mit Heimatstilanklängen, bezeichnet 1910 | D-1-63-000-221          | weitere Bilder       |
| Prinzregentenstraße 14 (Standort) | Wohnhaus                                                                     | freistehender zweigeschossiger biedermeierlicher Walmdachbau mit Mezzanin, um 1860/70 | D-1-63-000-140          | weitere Bilder       |
| Prinzregentenstraße 20 (Standort) | Villa                                                                        | zweigeschossig, mit Mansarddach und Mittelrisalit, in neuklassizistischen Formen, von Max Lutz, 1892 | D-1-63-000-141          | weitere Bilder       |
| Prinzregentenstraße 22 (Standort) | Villa                                                                        | zweigeschossiger Schopfwalmdachbau mit loggienartigem Erker, in romanisierenden Formen, nach Entwurf von Eugen Drollinger ausgeführt von Max Lutz, 1896; eiserner Gartenzaun, Jugendstil | D-1-63-000-142          | weitere Bilder       |
| Prinzregentenstraße 26 (Standort) | Villa                                                                        | zweigeschossiger neubarocker Mansarddachbau mit Putzgliederung, von Max Lutz, 1897 | D-1-63-000-143 Wikidata | weitere Bilder       |
| Prinzregentenstraße 32 (Standort) | Gymnasium                                                                    | Teil des sogenannten Ignaz-Günther-Gymnasiums, große dreigeschossige Anlage mit drei rückwärtigen Querflügeln und entsprechend durch Mittelrisalit und Eckrisalite gegliederter Straßenfront, mit neuklassizistischer Putzgliederung, als erstes Vollgymnasium mit angeschlossenem Pensionat erbaut nach Plänen von Stadtbaurat Georg Mackert, 1895/96 | D-1-63-000-144 Wikidata | weitere Bilder       |
| Prinzregentenstraße 34 (Standort) | Gymnasium                                                                    | Teil des sogenannten Ignaz-Günther-Gymnasiums, dreigeschossiger Walmdachbau mit Putzgliederung und übergiebeltem Mittelrisalit mit Pilaster- und Säulenstellung, in klassizistischen Formen mit neubarocken Zügen, als Ergänzungsbau zum ersten Gymnasium (vgl. Prinzregentenstraße 32) errichtet nach Plänen von Johann. B. Rieperdinger, 1898–1900 | D-1-63-000-145 Wikidata | weitere Bilder       |
| Prinzregentenstraße 39 (Standort) | Ehemaliges Mietwohngebäude, sogenannte Schmidbräuvilla                       | jetzt Amt für Landwirtschaft und Forsten, repräsentativer, durch Erker- und Treppenhausturm, Loggien und Quergiebelrisalite asymmetrisch gegliederter Gruppenbau mit reichem Stuckdekor, in Formen der deutschen Renaissance, von Leonhard Hell, bezeichnet 1900 | D-1-63-000-146 Wikidata | weitere Bilder       |
| Prinzregentenstraße 61 (Standort) | Villa                                                                        | zweigeschossiger Bau mit Erkern, Balkonen und vier asymmetrischen, risalitartig vorgezogenen Giebelausbauten, Mansarddach mit Schopfwalm, von Carl Baumann, 1913 | D-1-63-000-222          | weitere Bilder       |
| Prinzregentenstraße 73 (Standort) | Ehem. Bahnwärterhaus                                                         | zweigeschossiger Putzbau mit Stichbogenfenstern und Satteldach, an der aufgelassenen alten Eisenbahntrasse, im Kern 1855/60, aufgestockt 1879 | D-1-63-000-223          | weitere Bilder       |
| Rathausstraße 10 (Standort) | Mietshaus                                                                    | viergeschossiger, leicht abgewinkelter Zweiflügelbau mit Runderker und reicher Fassadengestaltung in neubarocken Formen mit früher Jugendstilornamentik, 1898/99 | D-1-63-000-148          | weitere Bilder       |
| Rathausstraße 12 (Standort) | Wohnhaus des Baumeisters Max Lutz                                            | dreigeschossiger, freistehender Bau in Formen der Neurenaissance und des Neubarock, bezeichnet 1884 | D-1-63-000-149          | weitere Bilder       |
| Rathausstraße 22–26 (gerade Nr.); Reichenbachstraße 2 a (Standort)                                                                                  | Ehemals Bahnbetriebswerk, jetzt Ausstellungszentrum „Lokschuppen Rosenheim“  | eingeschossige halbkreisförmige ehem. Lokomotivenremise, an den Stirnseiten durch zweigeschossige Satteldachbauten abgeschlossen und flankiert von zwei dreigeschossigen Eckpavillons mit Walmdach, der südöstliche mit rückseitigem Satteldachanbau, jeweils unverputzte Backsteinbauten mit Hausteingliederungen, um 1858/60 | D-1-63-000-151          | weitere Bilder       |
| Salinstraße 1 (Standort) | Sogenannter Beamtenstock der ehemaligen Saline                               | stattlicher dreigeschossiger Walmdachbau, 1809/10 | D-1-63-000-153          | weitere Bilder       |
| Samerstraße 11 (Standort) | Wohnhaus                                                                     | zweigeschossiger verputzter Bau mit einseitig abgewalmtem Satteldach, Mitte 19. Jahrhundert, 1870 rückwärtig erweitert | D-1-63-000-157          | weitere Bilder       |
| Samerstraße 17; Am Roßacker 3; Am Roßacker 5 (Standort)                                                                                             | Kellerhaus                                                                   | breit gelagerter zweigeschossiger Flachsatteldachbau, rückseitig bzw. südwestlich an die sogenannte Roßackerkapelle und das ehem. Benefiziatenhaus angeschlossen, wohl nach Mitte 18. Jahrhundert; über ausgedehnten, bis unter den Kapellenbau reichenden gewölbten Lagerkellern des späten 17. / frühen 18. Jahrhundert | D-1-63-000-271          | weitere Bilder       |
| Schmettererstraße 20 (Standort) | Gasthaus, sogenannter Mail-Keller                                            | zweigeschossiger biedermeierlicher Bau mit Rundbogenfenstern und mittelsteilem Satteldach, nach Brand neu erbaut 1833 (bezeichnet), über gewölbtem Lagerkeller, davon östlicher Gewölberaum des Vorgängerbaus von 1645 einbezogen, sonst um 1833; Wirtsgarten, mit Kastanienanpflanzung, wohl um 1833; Einfriedung, gemauert, zum Teil wohl älter | D-1-63-000-159          | weitere Bilder       |
| Sedanstraße 10 a (Standort) | Wohnhaus                                                                     | als Teil einer ehem. symmetrischen Doppelhausanlage ausgebaut, dreigeschossig mit Kniestock und Flachsatteldach, Fassaden durch Gesims und Ecklisenen gegliedert, 1871 | D-1-63-000-224          | Wohnhaus             |
| Sonnenstraße 4 (Standort) | Mietshaus                                                                    | dreigeschossiger traufseitiger Satteldachbau mit Zwerchhaus, Fassade mit ornamentaler Putzgliederung und Zierbundwerk am Zwerchhaus, um 1900 | D-1-63-000-160          | weitere Bilder       |
| Spitalstraße 3 (Standort) | Wohnhaus                                                                     | zweigeschossiger villenartiger Bau mit Zierfachwerk am Giebel, Stuckornamentfries am Obergeschoss und Nazarenerfresko über dem Eingang, von 1900 | D-1-63-000-161          | weitere Bilder       |
| Steinbökstraße 6 (Standort) | Mietshaus                                                                    | dreigeschossiger Eckbau in neuklassizistischen und Neurenaissance-Formen, um 1890 | D-1-63-000-162          | weitere Bilder       |
| Steinbökstraße 7 (Standort) | Vorstadtwohnhaus                                                             | zweigeschossiger Satteldachbau mit Kniestock und Ecklisenengliederung, um 1872 | D-1-63-000-225          | weitere Bilder       |
| Südtiroler Platz 2 (Standort) | Ehem. Eisenbahn-Verwaltungsgebäude                                           | freistehender dreigeschossiger Walmdachbau mit Eckrustizierung und Putzgliederung, spätklassizistisch, erbaut unter Leitung von Jakob Graff, 1876 Gebäude war im Juni 2019 und im Januar 2023 in sehr schlechtem Zustand, siehe aktuelle Fotos. | D-1-63-000-226          | weitere Bilder       |
| Weinstraße 2 (Standort) | Gasthaus                                                                     | ehem. Brauereigasthof Mailbräu, zweigeschossiger, nach drei Seiten freistehender Walmdachbau, mit Eckrisalit und Aufzugsgauben, wohl 2. Hälfte 18. Jahrhundert | D-1-63-000-163          | weitere Bilder       |
| Weinstraße 12; Adlzreiterstraße 15; Adlzreiterstraße 16; Adlzreiterstraße 11; Landwehrstraße 3; Adlzreiterstraße 17; Adlzreiterstraße 18 (Standort) | Ehem. Hofbräukomplex                                                         | Saalbau (Weinstraße 12), schlichter dreigeschossiger Satteldachbau mit Kniestock, stichbogigen Fenstern und mit Gewölbehalle im Untergeschoss, erbaut 1878, im Obergeschoss sogenannter Hofbräusaal, mit Bühne und dreiseitig umlaufender Galerie, 1878 angelegt, 1926 durchgreifend renoviert im Empire-Stil; ehem. Sudhaus (Adlzreiterstraße 11), fünf parallel liegende tonnengewölbte Lagerräume, wohl 17./18. Jahrhundert, und Tonnengewölbe im sogenannten Wohnhaus, bezeichnet 1783; ehem. Stallung (Adlzreiterstraße 17, 18), kreuzgratgewölbte Halle und Gewölbehalle mit böhmischen Kappen, wohl Anfang 19. Jahrhundert und um 1878 | D-1-63-000-69           | Ehem. Hofbräukomplex |
| Westermayerstraße 16 (Standort) | Wohnhaus                                                                     | villenartiger zweigeschossiger Bau mit Erkern und Schopfwalmdach, von Josef Schrettenseger, 1910/11 | D-1-63-000-227          | weitere Bilder       |
| Westermayerstraße 20 (Standort) | Mietshaus                                                                    | villenartiger zweigeschossiger Bau mit Mansardwalmdach und Erker-Ecktürmen, von Josef Schrettenseger, 1912 | D-1-63-000-164          | weitere Bilder       |

### Aising
| Lage                                            | Objekt                         | Beschreibung | Akten-Nr.      | Bild                  |
| ----------------------------------------------- | ------------------------------ | --- | -------------- | --------------------- |
| Aisinger Straße 79 (Standort)                   | Kath. Filialkirche St. Stephan | spätgotische Saalkirche, verputzter Backsteinbau, Ende 15. Jahrhundert; mit Ausstattung; Friedhof mit Ummauerung                                                                                   | D-1-63-000-165 | weitere Bilder        |
| Aisinger Straße 96; Nähe Birkenallee (Standort) | Bauernhaus                     | stattlicher unverputzter Tuffsteinbau mit Backsteingliederungen, mit Hochlaube in neugotischen Formen, Ende 19. Jahrhundert; Scheune mit Bundwerk, hakenförmig angeschlossen, Ende 19. Jahrhundert | D-1-63-000-166 | weitere Bilder        |
| Aisinger Straße 98 (Standort)                   | Wohnteil des Bauernhauses      | zweigeschossiger Flachsatteldachbau aus unverputztem Tuff- und Backsteinmauerwerk, mit Balkon und Giebellaube, Ende 19. Jh.; Stadel, hakenförmig angeschlossen, Ende 19. Jh.                       | D-1-63-000-167 | weitere Bilder        |
| Brannenburger Straße 23 (Standort)              | Bauernhaus „Beim Schober“      | Einfirstanlage mit zwei Balusterlauben, Lüftlmalereien und Bundwerk an der Nordseite, Ende 18. Jahrhundert, Malereien zum Teil übertüncht und zum Teil 1959 übermalt                               | D-1-63-000-228 | weitere Bilder        |
| Nußbaumstraße 5 (Standort)                      | Ehem. Kleinbauernhaus          | Obergeschoss in Blockbauweise, 18. Jahrhundert | D-1-63-000-168 | Ehem. Kleinbauernhaus |
| Raublinger Straße 10 (Standort)                 | Fresko                         | Hl. Leonhard und Florian, bezeichnet 1770 | D-1-63-000-169 | weitere Bilder        |

### Au bei Rosenheim
| Lage                             | Objekt     | Beschreibung                                                                           | Akten-Nr.      | Bild       |
| -------------------------------- | ---------- | -------------------------------------------------------------------------------------- | -------------- | ---------- |
| Happinger-Au-Straße 3 (Standort) | Bauernhaus | Einfirstanlage, in Sichtziegel- und Bruchsteinmauerwerk, mit zwei Giebelbalkonen, 1868 | D-1-63-000-229 | Bauernhaus |

### Fürstätt
| Lage                       | Objekt                                                            | Beschreibung | Akten-Nr.      | Bild           |
| -------------------------- | ----------------------------------------------------------------- | --- | -------------- | -------------- |
| Am Gangsteig 2 (Standort)  | Katholische Pfarrkirche zur Rosenkranzkönigin                     | Saalbau mit Flachdecke und Apsis, von Richard Steidle, 1936/37; mit Ausstattung | D-1-63-000-170 | weitere Bilder |
| Am Gangsteig 29 (Standort) | Kath. Marienkapelle und Kriegerdenkmal, sogenannte Fliegerkapelle | schindelgedeckter Satteldachbau mit giebelseitigem Fresko des hl. Martin, 1947; mit älterer Ausstattung                                                                                                  | D-1-63-000-297 | weitere Bilder |
| Fürstätt 10 (Standort)     | Bauernhaus                                                        | zweigeschossiger Bau mit mittelsteilem vorstehendem Satteldach, hölzernen Balkonen, Putzgliederungen und Wandmalereien, bezeichnet 1900/01; angeschlossener Querstadel, mit Putzgliederung, wohl um 1900 | D-1-63-000-171 | weitere Bilder |
| Fürstätt 12 (Standort)     | Wohnhaus                                                          | dreigeschossig, mit mittelsteilem Satteldach, Putzumrahmungen der Fenster, Ende 19. Jahrhundert | D-1-63-000-172 | weitere Bilder |
| Fürstätt 24 (Standort)     | Bauernhaus, sog. Hintermaier,                                     | Einfirstanlage, zweigeschossiger Flachsatteldachbau mit Kniestock und Lauben, 1905, Putzgliederung bez. 1911, im Kern älter                                                                              | D-1-63-000-294 | weitere Bilder |
| Fürstätt 29 (Standort)     | Katholische Nebenkirche St. Quirin                                | spätgotische Saalkirche, 2. Hälfte 15. Jahrhundert; mit Ausstattung | D-1-63-000-173 | weitere Bilder |
| Quirinstraße 1 (Standort)  | Wohnteil des ehemaligen Bauernhauses                              | zweigeschossiger Flachsatteldachbau, 2. Hälfte 18. Jahrhundert, nach Brand (2001) erneuert | D-1-63-000-174 | weitere Bilder |

### Happing
| Lage                                        | Objekt                              | Beschreibung | Akten-Nr.      | Bild           |
| ------------------------------------------- | ----------------------------------- | --- | -------------- | -------------- |
| Heilig-Blut-Straße 1 (Standort)             | Feldkreuz                           | 3. Viertel 17. Jahrhundert | D-1-63-000-176 | weitere Bilder |
| Innaustraße 11; Innaustraße 11 a (Standort) | Ehemaliges Bauernhaus               | zweigeschossig mit Kniestock und Giebelbalkonen, 1924 entstanden durch Giebeldrehung und Erweiterung eines barocken Kernbaues, Stallteil dreischiffig gewölbt; Hausfigur hl. Sebastian, wohl 18. Jahrhundert; zugehöriger Bundwerkstadel, mit eingebautem Getreidekasten, bezeichnet 1858 | D-1-63-000-230 | weitere Bilder |
| Innaustraße 22 (Standort)                   | Bauernhaus                          | kleiner Einfirsthof, zweigeschossiger Flachsatteldachbau aus verputztem Ziegelmauerwerk, mit traufseitiger Laube, Mitte 19. Jahrhundert, im Kern älter. Gebäude ist in einem schlechten Zustand (Januar 2020)                                                                             | D-1-63-000-272 | weitere Bilder |
| Inntalstraße 16 (Standort)                  | Katholische Filialkirche St. Martin | frühbarocker Saalbau, von Johann Mayr d. Ä., 1676/79, spätgotischer Kern, Erneuerung 1779/80; mit Ausstattung | D-1-63-000-175 | weitere Bilder |

### Heilig Blut
| Lage                         | Objekt                                         | Beschreibung | Akten-Nr.      | Bild           |
| ---------------------------- | ---------------------------------------------- | --- | -------------- | -------------- |
| Zugspitzstraße 13 (Standort) | Katholische Wallfahrtskirche Hl. Blut am Wasen | Saalbau, Chor im Kern spätgotisch, 1686/87 barockisiert, Langhaus 1610/11, dem Chor um 1690 angeglichen; mit Ausstattung; Brunnenkapelle, genannt Der Brunn, Achteckbau mit schindelgedeckter Laternenkuppel, Johann Mayr d. Ä. von der Hausstatt, Ende 17. Jahrhundert; mit Ausstattung; nördlich neben der Kirche | D-1-63-000-178 | weitere Bilder |

### Hohenofen
| Lage                             | Objekt     | Beschreibung | Akten-Nr.      | Bild           |
| -------------------------------- | ---------- | --- | -------------- | -------------- |
| Bergblick 9 (Standort)           | Bauernhaus | unverputzter Bau aus Tuff- und Feldsteinen, mit bemalter Giebellaube, reich verzierten Pfettenköpfen und gefelderter Haustür, 1852 | D-1-63-000-179 | Bauernhaus     |
| Hohenofener Straße 49 (Standort) | Hofkapelle | mit Lourdesgrotte und Schablonenmalereien, bezeichnet 1897.                                                                        | D-1-63-000-180 | weitere Bilder |
| Hohenofener Straße 52 (Standort) | Feldkreuz  | mit geschnitztem Corpus Christi und Wetterschutzdach, 2. Hälfte 19. Jahrhundert                                                    | D-1-63-000-181 | Feldkreuz      |

### Kaltmühl
| Lage                           | Objekt            | Beschreibung | Akten-Nr.      | Bild           |
| ------------------------------ | ----------------- | --- | -------------- | -------------- |
| Happinger Straße 85 (Standort) | Ehem. Kaltenmühle | zweigeschossiger Massivbau mit Krüppelwalmdach, im Kern 17./18. Jahrhundert, Dach verändert im frühen 19. Jahrhundert | D-1-63-000-182 | weitere Bilder |

### Langenpfunzen
| Lage                           | Objekt           | Beschreibung | Akten-Nr.      | Bild           |
| ------------------------------ | ---------------- | --- | -------------- | -------------- |
| Nähe Sebastianweg (Standort)   | Kapelle          | mit Schopfwalmdach und kleinem Dachreiter, wohl 18. Jahrhundert; mit Ausstattung                                                                           | D-1-63-000-183 | weitere Bilder |
| St.-Georg-Straße 35 (Standort) | Ehem. Bauernhaus | zweigeschossiger Flachsatteldachbau mit Giebellaube, Putzgliederungen, Heiligenbildern und Bundwerk an der Traufseite, bezeichnet 1838, Stallteil erneuert | D-1-63-000-184 | weitere Bilder |

### Oberkaltbrunn
| Lage                       | Objekt                        | Beschreibung | Akten-Nr.      | Bild           |
| -------------------------- | ----------------------------- | --- | -------------- | -------------- |
| Oberkaltbrunn 4 (Standort) | Ehem. kath. Pfarrhof von Pang | zweigeschossiger stattlicher Satteldachbau mit Giebelschrot, im Kern spätgotisch, 15. Jahrhundert, mehrfach erneuert und erweitert; mit Hauskapelle St. Hieronymus, von 1463; mit Ausstattung | D-1-63-000-187 | weitere Bilder |

### Oberwöhr
| Lage                         | Objekt                      | Beschreibung | Akten-Nr.      | Bild                        |
| ---------------------------- | --------------------------- | --- | -------------- | --------------------------- |
| Oberwöhrstraße 54 (Standort) | Elektrizitätswerk Rosenheim | langgestreckter Klinkerbau mit Mittelrisalit und Satteldach, 1896 errichtet über dem Mangfallkanal; mit technischer Ausstattung | D-1-63-000-188 | Elektrizitätswerk Rosenheim |

### Pang
| Lage                     | Objekt                              | Beschreibung | Akten-Nr.      | Bild           |
| ------------------------ | ----------------------------------- | --- | -------------- | -------------- |
| Grünthalweg 1 (Standort) | Kath. Pfarrkirche Mariä Himmelfahrt | Saalkirche, Chor, Sakristei und Turm 15. Jahrhundert, Langhaus neuromanisch von C. Reuter, 1850/52; mit Ausstattung; alte Friedhofsmauer mit Strebepfeilern, 17./18. Jahrhundert | D-1-63-000-189 | weitere Bilder |

### Pösling
| Lage                  | Objekt     | Beschreibung | Akten-Nr.      | Bild           |
| --------------------- | ---------- | --- | -------------- | -------------- |
| Pösling 10 (Standort) | Hofkapelle | Satteldachbau, Ende 19. Jahrhundert; mit Ausstattung                                                                             | D-1-63-000-191 | weitere Bilder |
| Startzfeld (Standort) | Feldkreuz  | mit geschnitztem Corpus in nachgotischen Formen, volkstümliche Arbeit, wohl 2. Hälfte 17. Jahrhundert; am südwestlichen Ortsrand | D-1-63-000-192 | Feldkreuz      |

### Schlipfham
| Lage                  | Objekt    | Beschreibung | Akten-Nr.      | Bild           |
| --------------------- | --------- | --- | -------------- | -------------- |
| Startzfeld (Standort) | Feldkreuz | mit geschnitztem Corpus Christi, Leidenswerkzeugen und verziertem Wetterschutzdach, wohl 1. Hälfte 19. Jahrhundert; am westlichen Ortsrand unter einer Baumgruppe mit Kastanien und Linde | D-1-63-000-193 | weitere Bilder |

### Westerndorf
| Lage                     | Objekt                                       | Beschreibung | Akten-Nr.      | Bild           |
| ------------------------ | -------------------------------------------- | --- | -------------- | -------------- |
| Am Wasen 70 (Standort)   | Kath. Filial- und Wallfahrtskirche Hl. Kreuz | kreisrunder Zentralbau mit mächtiger Zwiebelhaube und vierpassförmigem Grundriss im Inneren, von Constantin Pader, 1668, Westturm im Untergeschoss spätgotisch, Turmbekrönung 1776; mit Ausstattung; Friedhofsmauer, 2. Hälfte 17. Jahrhundert; Friedhofskapelle, Walmdachbau mit Pilastergliederung und kreuzgewölbtem Durchgang, bezeichnet 1689 | D-1-63-000-194 | weitere Bilder |
| Am Wasen 75 (Standort)   | Bauernhaus                                   | Einfirstanlage, unverputzter Tuffsteinbau mit Backsteingliederungen und -giebel, um Mitte 19. Jahrhundert, Balkon und Giebellaube erneuert | D-1-63-000-195 | weitere Bilder |
| Am Wasen 76 (Standort)   | Bauernhaus                                   | Einfirstanlage, unverputzter Backsteinbau auf Tuffsteinsockel, mit Kniestock, gewölbtem Fletz und weitgepanntem dreischiffigem Stallgewölbe, um 1870 | D-1-63-000-231 | Bauernhaus     |
| Johannesweg 4 (Standort) | Kleinbauernhaus                              | zweigeschossiger unverputzter Tuffsteinbau mit Giebellaube, um Mitte 19. Jahrhundert | D-1-63-000-197 | weitere Bilder |
| Johannesweg 6 (Standort) | Feldkreuz                                    | ohne Corpus, mit reichen Schnitzereien, bezeichnet 1797 | D-1-63-000-196 | weitere Bilder |
| Kehlweg 2 (Standort)     | Bauernhaus                                   | zweigeschossiger längsgeteilter Einfirstbau, mit Blockwandobergeschoss, im Kern 18. Jahrhundert; Getreidekasten, Blockbau, in Stadelbau integriert, wohl noch 18. Jahrhundert | D-1-63-000-199 | weitere Bilder |

### Westerndorf St. Peter
| Lage                               | Objekt                       | Beschreibung | Akten-Nr.      | Bild           |
| ---------------------------------- | ---------------------------- | --- | -------------- | -------------- |
| Westerndorfer Straße 71 (Standort) | Ehemals Bauernhaus           | zweigeschossiger Flachsatteldachbau mit Putzgliederungen und Medaillon-Malereien, um 1850/60, Wirtschaftsteil erneuert           | D-1-63-000-200 | weitere Bilder |
| Westerndorfer Straße 82 (Standort) | Kath. Filialkirche St. Peter | spätgotischer Saalbau mit Westturm, 2. Hälfte 15. Jahrhundert, Turmkuppel 1667, Barockisierung des Inneren 1688; mit Ausstattung | D-1-63-000-201 | weitere Bilder |

## Ehemalige Baudenkmäler
In diesem Abschnitt sind Objekte aufgeführt, die früher einmal in der Denkmalliste eingetragen waren, jetzt aber nicht mehr. Objekte, die in anderem Zusammenhang – also z. B. als Teil eines Baudenkmals – weiter eingetragen sind, sollen hier nicht aufgeführt werden. Aktennummern in diesem Abschnitt sind ehemalige, jetzt nicht mehr gültige Aktennummern.

| Lage                                | Objekt     | Beschreibung | Akten-Nr.     | Bild           |
| ----------------------------------- | ---------- | --- | ------------- | -------------- |
| Rosenheim Kaiserstraße 3 (Standort) | Bürgerhaus | ehem. Grabendachhaus, viergeschossiger Bau mit gotischen Erdgeschosslauben, im Kern gotisch, Dachgeschoss modern | D-1-63-000-62 | weitere Bilder |
| Rosenheim Kaiserstraße 6 (Standort) | Bürgerhaus | ehem. Grabendachhaus, dreigeschossig, im Erdgeschoss Gewölbe, wohl 16./17. Jahrhundert, Dachgeschoss modern      | D-1-63-000-65 | weitere Bilder |